# Krieg in Afghanistan 2001–2021
Der Krieg in Afghanistan 2001–2021 begann mit der von den USA geführten Intervention Operation Enduring Freedom im Herbst 2001, mit dem eine neue Phase des seit 1978 andauernden Konflikts in Afghanistan eingeleitet wurde, und endete mit dem Sieg der 1994 gegründeten deobandisch-islamistischen Terrorgruppe Taliban.
Die Regierung der Vereinigten Staaten (von 2001 bis 2009 die Regierung unter George W. Bush) und ihre Verbündeten verfolgten bei der Invasion in Afghanistan das Ziel, die seit 1996 herrschende Taliban-Regierung zu stürzen und die Terrororganisation al-Qaida zu bekämpfen. Letztere ist für die Terroranschläge am 11. September 2001 verantwortlich. Dazu gingen die Vereinigten Staaten in Afghanistan ein Bündnis mit der Anti-Taliban-Koalition der Nordallianz ein, deren Truppen am 7. Oktober 2001 mit US-Luftunterstützung die Stellungen der Taliban angriffen. Diese Phase des Krieges endete mit der Eroberung der Hauptstadt Kabul und der Provinzhauptstädte Kandahar und Kunduz im November und Dezember 2001 durch die Nordallianz.
Es folgte die Einsetzung einer Interimsregierung unter Präsident Hamid Karzai auf der parallel stattfindenden ersten Petersberger Afghanistan-Konferenz. Zum Schutz dieser Regierung und zur Unterstützung des Wiederaufbaus wurde durch den Sicherheitsrat der Vereinten Nationen im Dezember 2001 eine von NATO-Staaten und mehreren Partnerländern gestellte Internationale Sicherheitsunterstützungstruppe (International Security Assistance Force, ISAF) mandatiert. Die afghanische Zentralregierung war seit 2003 zunehmend Angriffen durch häufig als „Neo-Taliban“ bezeichnete Guerilla-Gruppen ausgesetzt. Um deren Vormarsch zu bremsen, wurde das Engagement von ISAF schrittweise erheblich ausgeweitet. Mit der Zeit wurde auch klar, dass in den Aufbau afghanischer staatlicher Strukturen mehr investiert werden musste, um letztlich den Krieg beenden zu können.
Am 14. April 2021 kündigte US-Präsident Joe Biden den Abzug aller US-Streitkräfte aus Afghanistan bis zum 11. September 2021 an. Die übrigen beteiligten NATO-Länder schlossen sich dem an.
Im August 2021 konnten die Taliban massive Geländegewinne im Land verbuchen, woraufhin die afghanische Regierung eine friedliche Machtübergabe an die radikal-islamistischen Taliban ankündigte. Am 15. August nahmen die Taliban den Präsidentenpalast sowie verlassene Polizeidirektionen in Kabul ein und verkündeten, dass der Krieg beendet sei. Am 19. August proklamierten die Taliban das Islamische Emirat Afghanistan. Am 6. September 2021 nahmen sie laut eigenen Angaben die letzte nicht unter ihrer Kontrolle stehende Provinz Pandschschir ein. Zuvor hatte sich dort mit der Nationalen Widerstandsfront von Afghanistan ein kleiner Widerstand gebildet.
Insgesamt kostete der Krieg schätzungsweise 176.000 Menschen das Leben, darunter 46.319 Zivilisten. In den Jahren nach der Invasion von 2001 kehrten mehr als 5,7 Millionen Flüchtlinge nach Afghanistan zurück, aber als die Taliban 2021 an die Macht zurückkehrten, waren immer noch 2,6 Millionen Afghanen Flüchtlinge und weitere 4 Millionen Binnenvertriebene.

## Vorgeschichte

### Krieg in Kabul und anderen Gebieten Afghanistans

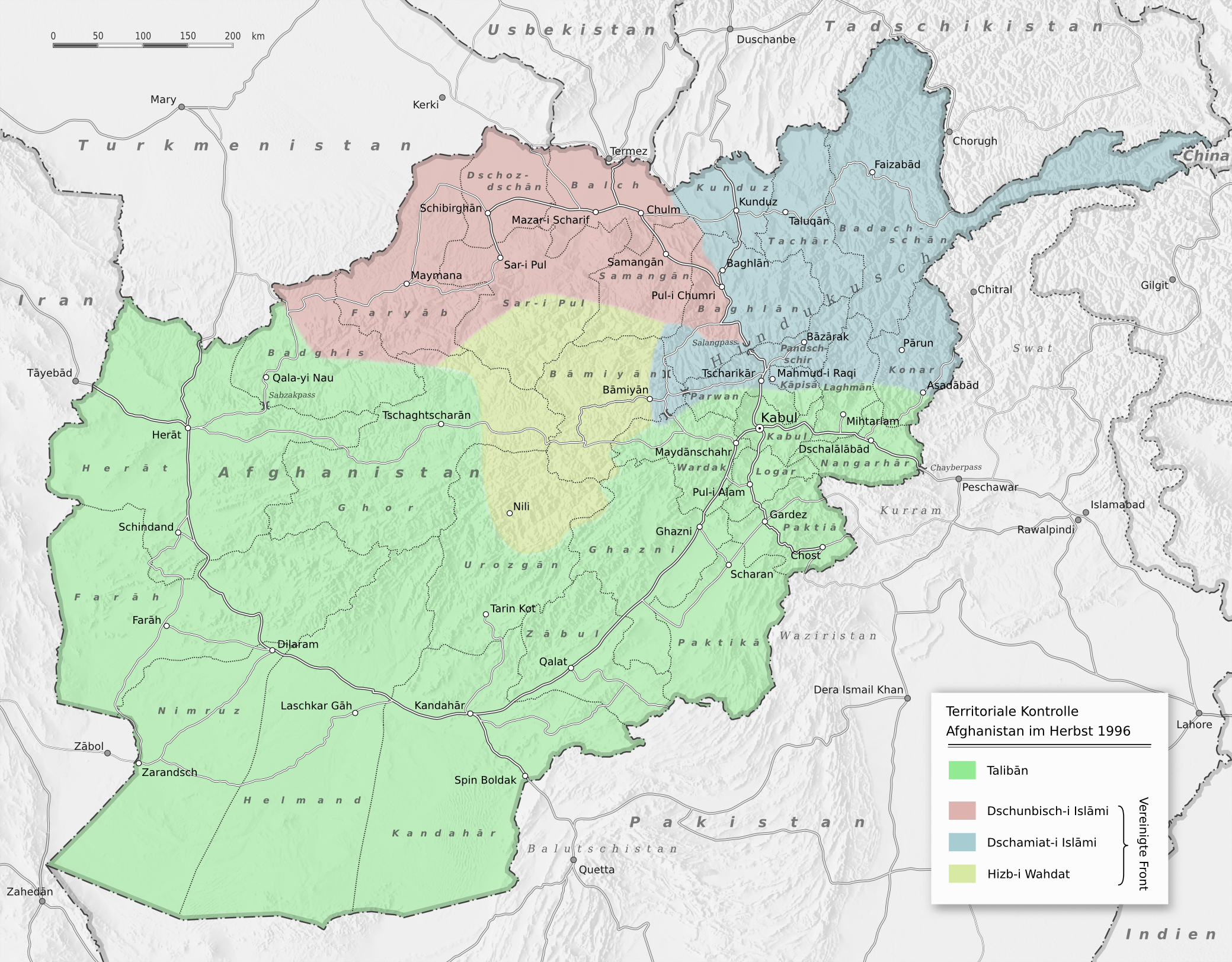
Territoriale Kontrolle Afghanistans im Winter 1996: Massoud (blau), Taliban (grün), Dostum (rosa), Hezb-i Wahdat (gelb)

Nach dem Abzug der Sowjetarmee folgte ein innerafghanischer Krieg unter Beteiligung verschiedener Regionalmächte. Dieser war durch den Rückzug der beiden Supermächte und das Desinteresse weiter Teile der internationalen Gemeinschaft an der Lage in Afghanistan geprägt. Die vakante Stelle nahmen die Regionalmächte, in besonderem Maße Pakistan, aber auch die Islamische Republik Iran, Saudi-Arabien und Usbekistan, ein. Pakistans Zusammenarbeit mit dem Milizenführer Gulbuddin Hekmatyār war einer der Hauptgründe für die militärische Eskalation in der Hauptstadt Kabul im Jahr 1992.
Nach dem Ende der sowjetisch gestützten Regierung hatten die Peschawar-Abkommen, auf den sich die Mudschahedin-Parteien geeinigt hatten, den Islamischen Staat Afghanistan errichtet und eine Übergangsregierung ernannt. In der Folge wandte sich jedoch die Miliz Hizb-i Islāmī von Gulbuddin Hekmatyār gegen den neu gegründeten Staat und startete mit pakistanischer Unterstützung eine Bombenkampagne gegen die Hauptstadt Kabul. Dies geschah, obwohl Hekmatyār wiederholt das Amt des Ministerpräsidenten angeboten worden war. Hekmatyār wurde von Pakistan bewaffnet, finanziert und angeleitet. Afghanistan-Experte und Universitätsprofessor Amin Saikal kam in seinem 2006 erschienenen Buch Modern Afghanistan: A History of Struggle and Survival zu dem Schluss:

„Pakistan hatte es auf einen Durchbruch in Zentralasien abgesehen. […] Islamabad wusste, dass die neu ernannten islamischen Regierungsmitglieder [in Afghanistan] […] nicht ihre eigenen nationalen Interessen denen Pakistans unterordnen würden, damit Pakistan seine regionalen Ambitionen erfüllen konnte. […] Ohne die logistische Unterstützung und die Lieferung einer großen Menge an Raketen durch die ISI hätten Hekmatyārs Truppen nicht halb Kabul in Beschuss nehmen und zerstören können.“

Während der intensivsten Phase des Bombardements durch Hekmatyār und die von Raschid Dostum geführte Miliz Dschunbisch-i Milli starben in Kabul über 25.000 Menschen.
Kabul wurde zum Symbol der Fragmentierung des Landes, während Spannungen zwischen weiteren Milizen eskalierten, die von Iran einerseits und Saudi-Arabien andererseits unterstützt und in gewissen Aspekten kontrolliert wurden. Kabul war in verschiedene Einflusszonen aufgeteilt, auf die sich die meisten Kämpfe konzentrierten. Auch Kandahar im Süden des Landes und Mazār-i Scharif im Norden erlebten blutige Kämpfe. Dagegen waren die im Sowjetisch-Afghanischen Krieg verwüsteten ländlichen Regionen von Kämpfen kaum betroffen, und der Wiederaufbau begann. Die Machtstrukturen in Afghanistan waren stark dezentralisiert. Der Süden Afghanistans war weder unter der Kontrolle der Zentralregierung noch unter der Kontrolle von außen kontrollierter Milizen wie der Hekmatyārs. Ihn beherrschten lokale Milizen- oder Stammesführer.
1994 traten die Taliban erstmals in Kandahar in Erscheinung. Die Taliban-Bewegung stammte ursprünglich aus religiösen Schulen für afghanische Flüchtlinge in Pakistan, die meist von der politischen pakistanischen Partei Jamiat Ulema-e-Islam geführt wurden. Im Laufe des Jahres 1994 übernahmen die Taliban die Macht in verschiedenen südlichen und westlichen Provinzen Afghanistans.
Ende 1994 gelang es dem afghanischen Verteidigungsminister Ahmad Schah Massoud (1953–2001), die in Kabul um Vorherrschaft kämpfenden Milizen militärisch zu besiegen. Kabul erlebte eine kurze Phase relativer Ruhe. Massoud initiierte einen politischen Prozess mit dem Ziel nationaler Konsolidierung und demokratischer Wahlen, an der sich Vertreter aus einem Großteil der afghanischen Provinzen beteiligten. Massoud lud die Taliban ein, sich diesem Prozess anzuschließen und sich an der Schaffung von Stabilität zu beteiligen. Die Taliban lehnten eine demokratische Staatsform ab.
Anfang 1995 starteten die Taliban großangelegte Offensiven zur Bombardierung Kabuls. Amnesty International schreibt dazu:

“This is the first time in several months that Kabul civilians have become the targets of rocket attacks and shelling aimed at residential areas in the city […]”

„Dies ist das erste Mal nach einigen Monaten, dass die Zivilisten Kabuls das Ziel von Bombenangriffen wurden, die sich gegen Wohnbezirke in der Stadt richteten […]“

Die Taliban erlitten zunächst schwere Niederlagen gegen die Truppen Massouds, sodass manche Beobachter bereits das Ende der Taliban vermuteten. Mitte 1996 hatten sie sich jedoch mit Unterstützung Pakistans und Saudi-Arabiens neu organisiert und planten eine erneute Großoffensive gegen Kabul. Am 26. September 1996 befahl Massoud einen strategischen Rückzug seiner Truppen in den Norden Afghanistans. Am 27. September 1996 marschierten die Taliban in Kabul ein und errichteten das Islamische Emirat Afghanistan, das lediglich von Pakistan, Saudi-Arabien und den Vereinigten Arabischen Emiraten anerkannt wurde. Eine militärische und politische Opposition unter der Führung Massouds, die Nordallianz, behielt den Nordosten des Landes unter ihrer Kontrolle. Die Nordallianz stellte weiter die formal von den meisten Staaten sowie den Vereinten Nationen anerkannte Regierung.

### Taliban/Pakistan/Al-Qaida gegen Nordallianz
Mit dem Vormarsch der Taliban ab 1994 weiteten sich wiederum Kampfhandlungen auch auf Gebiete außerhalb von Kabul aus. Die Taliban verhängten über die Gebiete unter ihrer Kontrolle ihre politische und juristische Interpretation des Islam. Frauen lebten quasi unter Hausarrest. Laut einem Bericht der Vereinten Nationen begingen die Taliban systematische Massaker gegen die Zivilbevölkerung, während sie versuchten, ihre Kontrolle im Westen und Norden Afghanistans zu konsolidieren. Die Vereinten Nationen benannten 15 Massaker in den Jahren 1996 bis 2001. Diese seien „höchst systematisch gewesen und alle auf das Verteidigungsministerium [der Taliban] oder Mullah Omar (1960–2013) persönlich zurückzuführen.“ Die sogenannte 055 Brigade al-Qaidas war ebenfalls an Gräueltaten gegen die afghanische Zivilbevölkerung beteiligt. Der Bericht der Vereinten Nationen zitiert Zeugenaussagen, die beschreiben, dass arabische Milizionäre lange Messer mit sich trugen, mit denen sie Kehlen aufschnitten und Menschen häuteten. Bald entwickelte sich aus der Nordallianz eine nationale politische Widerstandsbewegung gegen die Taliban, der Vertreter aller afghanischen Bevölkerungsgruppen (Paschtunen, Tadschiken, Hazara, Usbeken und Turkmenen) beitraten.
Die Situation der Menschenrechte hing von den jeweiligen Kommandeuren ab, die bestimmte Gebiete kontrollierten. Human Rights Watch (HRW) verzeichnete keine Menschenrechtsverbrechen für die Truppen unter der direkten Kontrolle Ahmad Schah Massouds für den Zeitraum von Oktober 1996 bis zu Massouds Ermordung im September 2001. Nach Angaben von HRW datierten die meisten Menschenrechtsverletzungen, die von Mitgliedern der Nordallianz begangen wurden, in den Zeitraum von 1996 bis 1998, während Raschid Dostum weite Teile des Nordens kontrollierte. Im Jahr 1997 exekutierten Dostums Truppen unter dem Kommando von Abdul Malik Pahlawan 3000 Taliban-Gefangene in und um Masar-e Scharif.

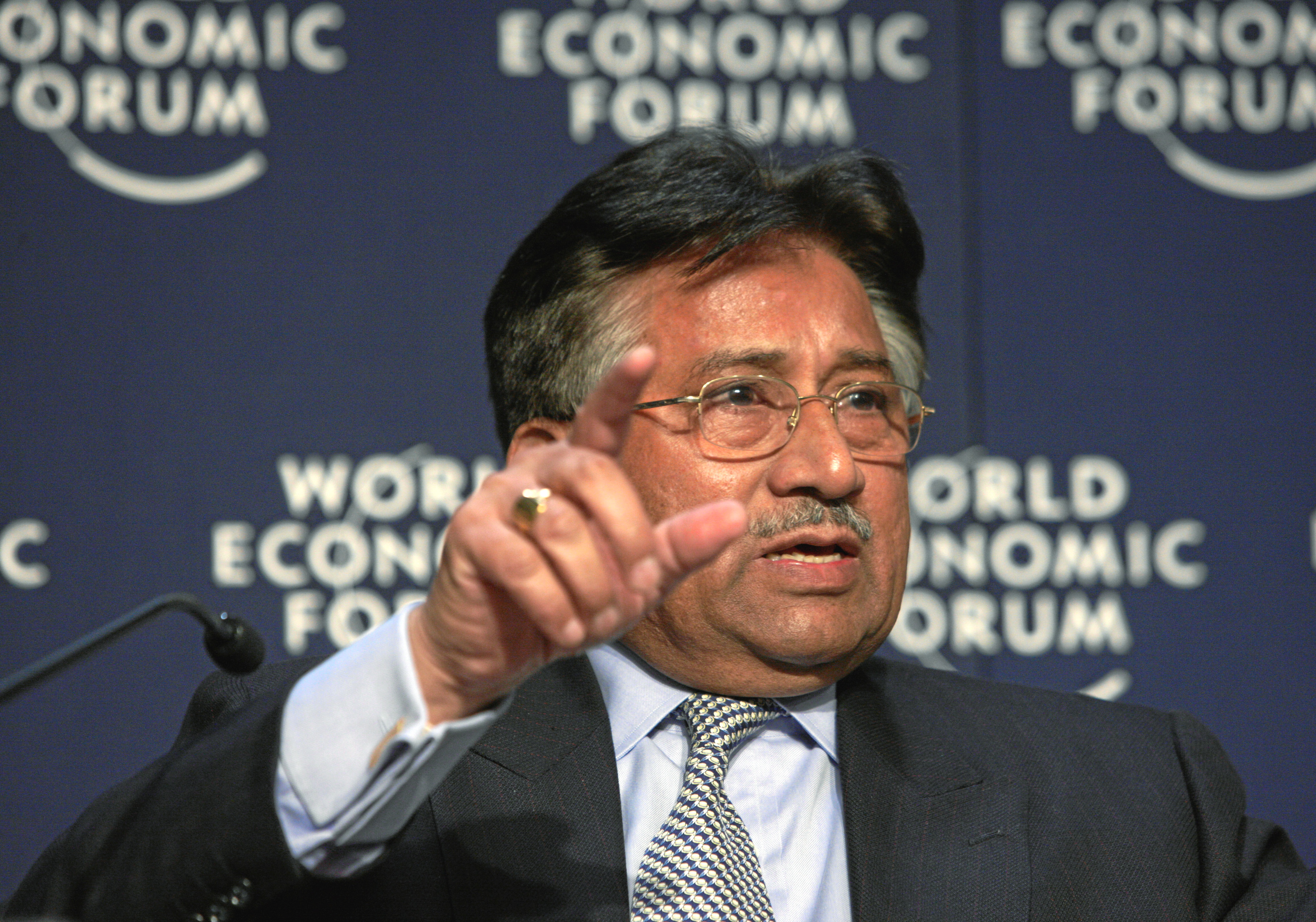
Der ehemalige pakistanische Militärmachthaber und Präsident Pervez Musharraf sandte Zehntausende Pakistaner, um an der Seite der Taliban gegen die Nordallianz zu kämpfen.

Der pakistanische Präsident Pervez Musharraf – damals unter anderem als Stabschef des Militärs – entsandte Zehntausende Pakistaner, um an der Seite der Taliban und Al-Qaida gegen die Nordallianz zu kämpfen. Schätzungen nehmen an, dass insgesamt 28.000 pakistanische Staatsbürger innerhalb Afghanistans kämpften. 20.000 davon waren reguläre pakistanische Soldaten des sogenannten Frontier Corps oder der Armee. Weitere geschätzte 8000 waren Milizionäre, die in Madrasas rekrutiert wurden, um in der Armee der Taliban zu kämpfen. Unter den geschätzten 25.000 Mitgliedern der Talibantruppen waren 8000 pakistanische Staatsbürger. Ein Dokument des US-Außenministeriums aus dem Jahr 1998 schrieb, 20 Prozent bis 40 Prozent der [regulären] Talibansoldaten seien Pakistaner. Laut diesem Dokument wussten die Eltern der pakistanischen Staatsbürger „nicht von der militärischen Involvierung ihrer Kinder mit den Taliban, bis ihre Leichen zurück nach Pakistan gebracht werden.“
Weitere 3000 Soldaten der regulären Taliban-Armee waren Milizionäre aus arabischen Ländern oder Zentralasien. Von 1996 bis 2001 wurde die al-Qaida von Osama bin Laden und Aiman az-Zawahiri zu einem Staat innerhalb des Taliban-Staates. Unter anderem errichtete al-Qaida eine Reihe von Ausbildungslagern, in denen Tausende Islamisten aus verschiedenen Ländern eine militärische Schulung durchliefen. Seine Rekruten sandte Bin Laden gegen die Nordallianz.
Von geschätzten 45.000 Soldaten, die gegen die Nordallianz innerhalb Afghanistans kämpften, waren nur etwa 14.000 Afghanen.
Ahmad Schah Massoud war ab 1998 der einzige militärische Führer der Nordallianz in Afghanistan, der seine Gebiete erfolgreich verteidigen konnte. Anfang 2001 wandte die Nordallianz eine neue Strategie von lokalem militärischem Druck und einer globalen politischen Agenda an. Ressentiments und Widerstand gegen die Taliban, ausgehend von den Wurzeln der afghanischen Gesellschaft, wurden zunehmend stärker. Dies betraf auch die paschtunischen Gebiete. Insgesamt flohen schätzungsweise eine Million Menschen vor den Taliban. Hunderttausende Zivilisten flohen in die Gebiete von Ahmad Schah Massoud. Der National Geographic kommt in seiner Dokumentation Inside the Taliban zu dem Schluss:

„Das einzige, was zukünftigen Massakern der Taliban im Wege steht, ist Ahmad Schah Massoud.“

In den Gebieten unter seiner Kontrolle errichtete Massoud demokratische Institutionen und er unterschrieb die Deklaration für Frauenrechte. Er trainierte verstärkt Polizeikräfte, die eine Wiederholung des Chaos von Kabul (1992–1994) verhindern sollten, würde die Nordallianz erfolgreich sein. Im Frühjahr 2001 sprach Massoud vor dem Europäischen Parlament in Brüssel und bat die internationale Gemeinschaft um humanitäre Hilfe für die Menschen Afghanistans. Er erklärte, dass die Taliban und al-Qaida eine „sehr falsche Interpretation des Islam“ eingeführt hätten und dass die Taliban, wenn sie nicht die Unterstützung Pakistans hätten, ihre militärischen Kampagnen innerhalb eines Jahres nicht mehr aufrechterhalten könnten. Auf seinem Besuch in Europa warnte Massoud, dass nach Informationen seines Geheimdienstes ein großangelegter Anschlag auf amerikanischem Boden unmittelbar bevorstehe. Am 9. September 2001 zündeten zwei arabische Selbstmordattentäter, die sich als Journalisten ausgegeben hatten, während eines Interviews mit Massoud in Khojabahwoddin eine Bombe, die sie in ihrer Videokamera versteckt hatten. Massoud starb wenig später an seinen Verletzungen. Osama bin Laden hatte das Attentat beauftragt, um die Taliban aufgrund der nahe bevorstehenden Terroranschlägen in den USA zu besänftigen, denn diese würden den Taliban schwerwiegende Probleme bereiten. Die Taliban stritten jegliche Beteiligung an Massouds Ermordung ab und es ist auch äußerst unwahrscheinlich, dass sie in die Attentatspläne eingeweiht waren.

### Entwicklung ab dem 11. September 2001
Nach den Terroranschlägen auf die Botschaften in Ostafrika im August 1998 hatten die Vereinigten Staaten die Auslieferung bin Ladens von den Taliban gefordert. Die Resolutionen 1214 vom 8. Dezember 1998 und 1267 vom 15. Oktober 1999 des UN-Sicherheitsrat bestätigten diese Forderung. Die Taliban verweigerten eine Auslieferung, obwohl ein US-Bundesgericht nachgewiesen hatte, dass bin Laden für die Anschläge verantwortlich war. Am 11. September 2001 entführten Selbstmordattentäter vier Passagierflugzeuge und steuerten zwei davon in die Türme des World Trade Centers. Die Anschläge forderten fast 3000 Todesopfer. Wenige Stunden nach den Anschlägen wurden zwei bekannte Mitglieder Al-Qaidas auf den Passagierlisten identifiziert. Ein ehemaliger Leibwächter bin Ladens, der seit dem Jahr 2000 in Jemen im Gefängnis saß, konnte am 17. September dem FBI gegenüber die Identität von acht der insgesamt 19 Attentäter anhand von Fotos bestätigen. Die Bush-Regierung stellte den Taliban ein Ultimatum, bin Laden auszuliefern. Diese Forderung wurde an die Taliban übermittelt, bevor es öffentlich gemacht wurde, um Verhandlungen mit den Taliban zu ermöglichen. Die Taliban waren an den Anschlägen nicht beteiligt, die Attentäter waren Saudis und andere Araber. Am 15. September fanden erste Gespräche zwischen dem CIA-Stationsleiter in Pakistan, Robert Grenier, und dem stellvertretenden Außenminister der Taliban, Abdul Jalil Akhund, sowie Akhtar Mohammed Osmani, Militärkommandant des südlichen Bezirks, statt. Mahmud Ahmed, Direktor des pakistanischen Geheimdienstes ISI, flog am 17. September nach Kandahar zu einem Treffen mit Mullah Omar. Dieser erklärte, er könne bin Laden nicht an eine nicht-muslimische Autorität ausliefern, dass er aber bereit sei, bin Laden an ein Drittland auszuliefern. Die Vereinigten Staaten lehnten dies ab und bestanden auf eine bedingungslose direkte Übergabe bin Ladens. In einer Rede vor dem Kongress der Vereinigten Staaten stellte Bush am 20. September ein Ultimatum und forderte die Taliban auf, bin Laden und al-Qaida auszuliefern oder ihr Schicksal zu teilen. Wenige Tage zuvor hatte der Kongress Bush die Befugnis erteilt, „alle notwendigen und angemessenen Mittel“ gegen die Hintermänner der Anschläge vom 11. September oder ihre Unterstützer einzusetzen. Am selben Tag rief eine Versammlung in Kabul mit 700 Geistlichen bin Laden dazu auf, Afghanistan zu verlassen. Bin Laden ignorierte diese Aufforderung und Mullah Omar wies den Rat der Versammlung zurück und lehnte das Ultimatum von Bush ab. Er erklärte, bin Laden habe sich nicht zu den Anschlägen bekannt und führte als weitere Rechtfertigung den Treueeid an, den bin Laden ihm gegenüber abgegeben hatte. Es sei die ehrenhafte Verpflichtung des afghanischen Volkes, seine Gäste zu schützen. Einem pakistanischen Journalisten gegenüber hatte Mullah Omar erklärt, dass er nicht beabsichtige, bin Laden aufzugeben: „Ich möchte nicht in die Geschichte eingehen als jemand, der seinen Gast verraten hat. Ich bin bereit, mein Leben zu geben, meine Regierung aufzugeben, weil wir ihm Gastfreundschaft gewährt haben, aber ich kann ihn nicht rauswerfen.“ In einem weiteren Gespräch am 2. Oktober mit Robert Grenier erklärte Akhtar Mohammed Osmani, bin Laden sei in Afghanistan zum Synonym für den Islam geworden und die Taliban könnten ihn ebenso wenig öffentlich ausliefern, wie sie den Islam öffentlich ablehnen könnten. Ein wichtiger Faktor bei Mullah Omars Entscheidung war, dass er nicht daran geglaubt hatte, dass die Vereinigten Staaten angreifen würden. Bush wartete auf eine Antwort der Taliban und wies Außenminister Colin Powell nicht an, weitere diplomatische Kanäle aufzubauen. Am 5. Oktober entschied Bush, dass die Zeit abgelaufen sei.

## Politische Legitimation der westlichen Intervention

### Resolutionen des Sicherheitsrates
Der Sicherheitsrat der Vereinten Nationen bezeichnete die Anschläge in den Vereinigten Staaten in seiner am 12. September 2001 gefassten Resolution 1368 als „Bedrohung des Weltfriedens und der internationalen Sicherheit“. Zudem wurde das „naturgegebene Recht zur individuellen oder kollektiven Selbstverteidigung, das in der Charta der Vereinten Nationen anerkannt wird“ betont. In diesem Zusammenhang wurden die Anschläge des 11. September 2001 als bewaffneter Angriff im Sinne der Artikel 39 und 51 der UN-Charta eingestuft. Damit wurde den Vereinigten Staaten das Recht auf Selbstverteidigung implizit zugesprochen. Nach Auffassung der Vereinigten Staaten und anderer Regierungen, wie etwa auch der Bundesrepublik Deutschland, wurde mit dieser Formulierung und dem direkten Verweis auf das in Artikel 51 der UN-Charta festgeschriebene Recht auf Selbstverteidigung die anlaufende Operation Enduring Freedom durch den Sicherheitsrat als ein „Akt der Selbstverteidigung der Vereinigten Staaten“ gegen den von Afghanistan aus geplanten Angriff gewertet und damit völkerrechtlich legitimiert.
Auf Ersuchen der Teilnehmer der ersten Afghanistan-Konferenz 2001 genehmigte der UN-Sicherheitsrat am 20. Dezember 2001 (Resolution 1386) die Aufstellung der ISAF-Schutztruppe, einer Sicherheits- und Aufbaumission unter Führung der NATO. Der Einsatz ist keine friedenssichernde Blauhelm-Mission, sondern ein sogenannter friedenserzwingender Einsatz unter Verantwortung der beteiligten Staaten.

### Beschluss des Nordatlantikrates
Der NATO-Rat hatte am 12. September 2001 die Vorgänge des 11. September 2001 als Angriff auf einen der NATO-Staaten erklärt, falls bestätigt werden kann, dass sie von außerhalb der Vereinigten Staaten aus gesteuert worden waren. Am 2. Oktober informierte Francis X. Taylor, United States Coordinator for Counterterrorism, den NATO-Rat, dass die Attentäter zu al-Qaida gehören, die von den Taliban in Afghanistan geschützt würden. Damit war erstmals in der Geschichte der NATO der Bündnisfall nach Artikel 5 NATO-Vertrag eingetreten, wonach „ein bewaffneter Angriff gegen eine oder mehrere von ihnen in Europa oder Nordamerika als ein Angriff gegen sie alle angesehen wird“ und daraufhin „in Ausübung des in Artikel 51 der Satzung der Vereinten Nationen anerkannten Rechts der individuellen oder kollektiven Selbstverteidigung“ Beistand geleistet wird.
Solange die Anschläge des 11. Septembers 2001 dem damals durch die Taliban regierten Staat Afghanistan unmittelbar oder mittelbar zugerechnet werden konnten, galt die Beteiligung von NATO-Staaten aufgrund des Bündnisfalls als weniger problematisch, als sie es seit dem Sturz der Taliban Ende 2001 ist. Umstritten war auch die zeitliche Unbegrenztheit des Bündnisfalls.

### Nationales Mandat der Truppensteller-Länder
Die Länder, welche Truppen für den Einsatz stellen möchten, beschließen im Rahmen des UN-Mandates national das Mandat für ihre eigenen Truppen und wie dieses ausgestaltet ist (Rules of Engagement). Für den deutschen Militäreinsatz in Afghanistan gilt, dass die deutsche Regierung für den Einsatz bewaffneter Streitkräfte einen Parlamentsbeschluss des Bundestages benötigt. Dieser muss regelmäßig verlängert werden. Die Legitimität der Beteiligung deutscher Truppen an der ISAF-Mission ist aus verfassungs- und völkerrechtlicher Sicht nicht unumstritten. 

### Kombattantenstatus für die Taliban
Präsident Bushs Entscheidung vom 7. Februar 2002, den Taliban den Kombattantenstatus zu verweigern und damit die Geltung des Kriegsvölkerrechts einzuschränken, wird heute überwiegend als juristisch nicht gerechtfertigt angesehen (siehe Ungesetzliche Kombattanten).

## Kriegsverlauf

### Vor Beginn der Kampfhandlungen

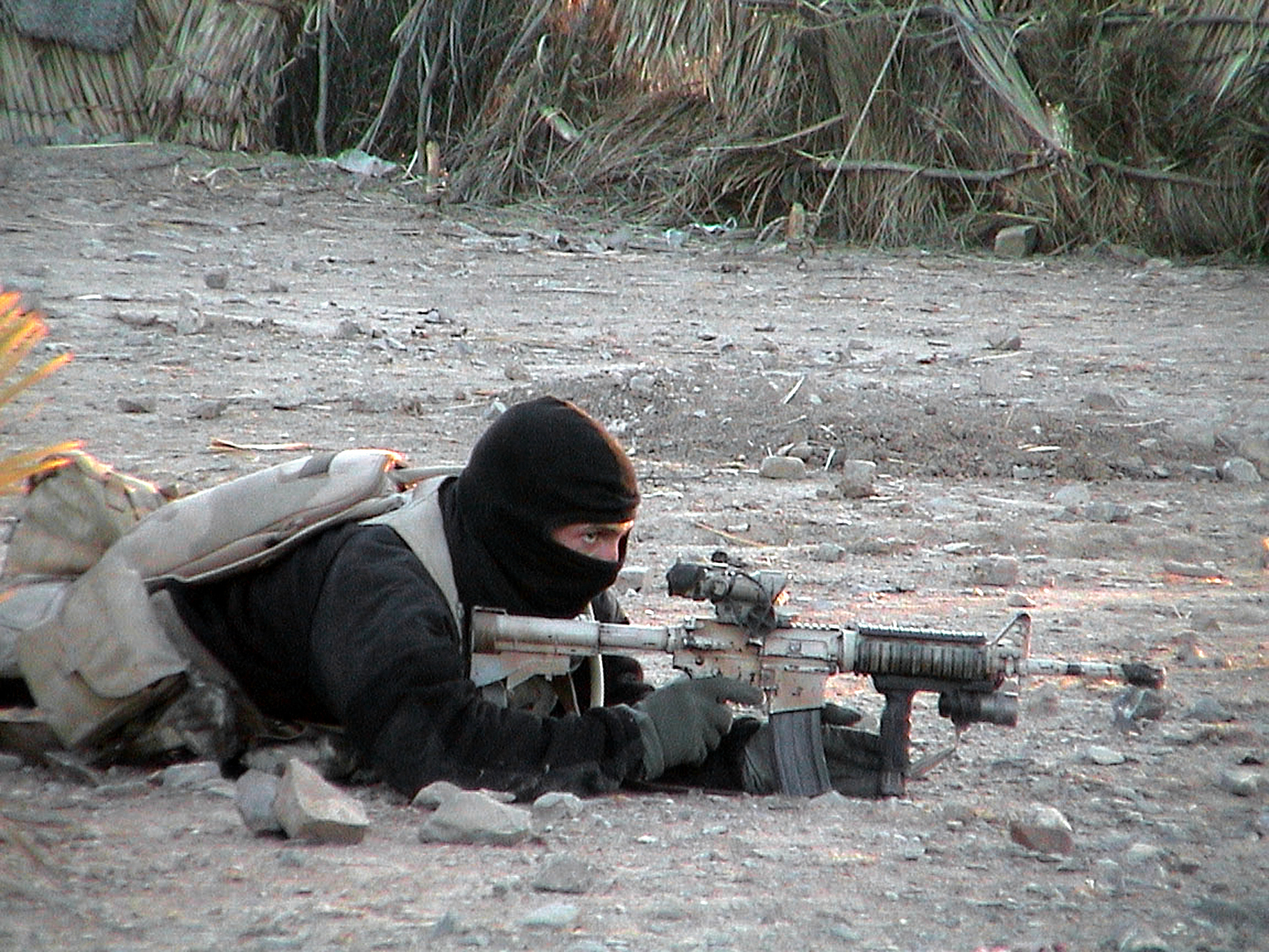
U.S. Navy SEAL, Januar 2002, Afghanistan

Am 4. Oktober 2001 beschloss der Nordatlantikrat mehrere individuelle und kollektive Maßnahmen, wie beispielsweise die intensivere Zusammenarbeit der Geheimdienste, die Unterstützung für verbündete und weitere Staaten, die, weil sie der NATO helfen, in größere terroristische Gefahr geraten, die Vergabe von Überflugrechten, den Zugang zu Häfen und Flughäfen und verstärkte Sicherheitsmaßnahmen für Einrichtungen der NATO-Staaten.

### Sturz der Talibanregierung

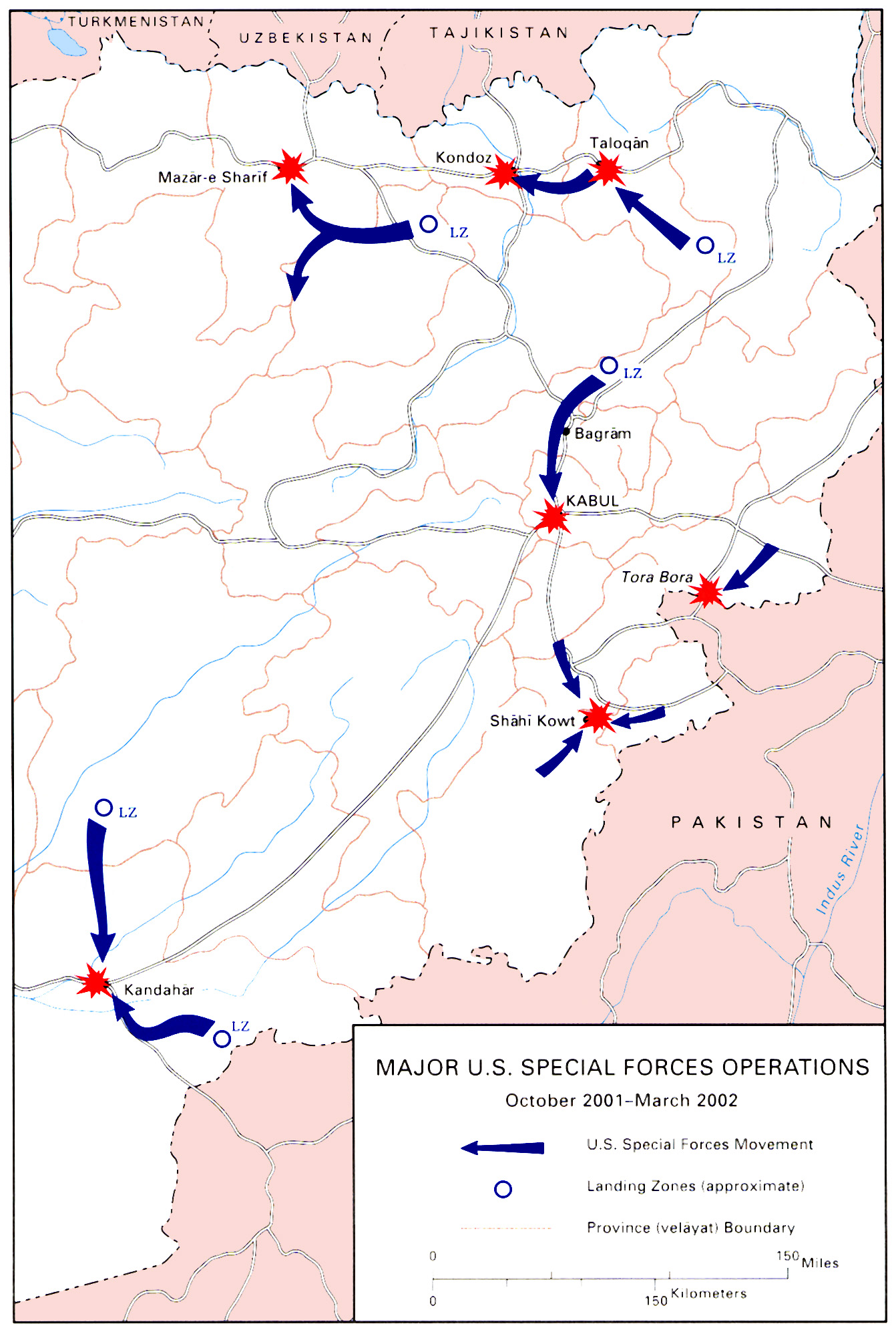
Karte amerikanischer Großeinsätze in Afghanistan

Nach der strategischen Vorbereitung stationierten die Vereinigten Staaten die Task Force Dagger (TF Dagger) auf einem ehemaligen sowjetischen Luftwaffenstützpunkt nahe Qarshi im Süden Usbekistans. Die Taskforce setzte sich aus Mitgliedern von Spezialeinheiten zusammen und bildete die Speerspitze des US-amerikanischen Krieges in Afghanistan.
Vertreter der TF Dagger gewannen die mit den Taliban konkurrierende Nordallianz als Verbündete für das kommende militärische Engagement der Streitkräfte der Vereinigten Staaten. Hierzu nahmen sie mit den militärischen Führern der wichtigsten Gruppierungen innerhalb der Nordallianz Verbindung auf: Raschid Dostum von der Dschunbisch-i Milli sowie Mohammed Fahim und Mohammed Daoud von der Dschamiat-i Islāmi. Diese stimmten dem Vorschlag zu, vor Einbruch des Winters eine militärische Kampagne unter amerikanischer Führung gegen die Taliban zu eröffnen. Um den Anführern politische Gleichberechtigung untereinander zu signalisieren, bemühte sich die TF Dagger, ihre Einsatzkräfte möglichst gleichmäßig unter den Territorien der rivalisierenden Gruppierungen zu verteilen. Militärische Angriffe verzögerten sich dadurch stellenweise um mehrere Tage.

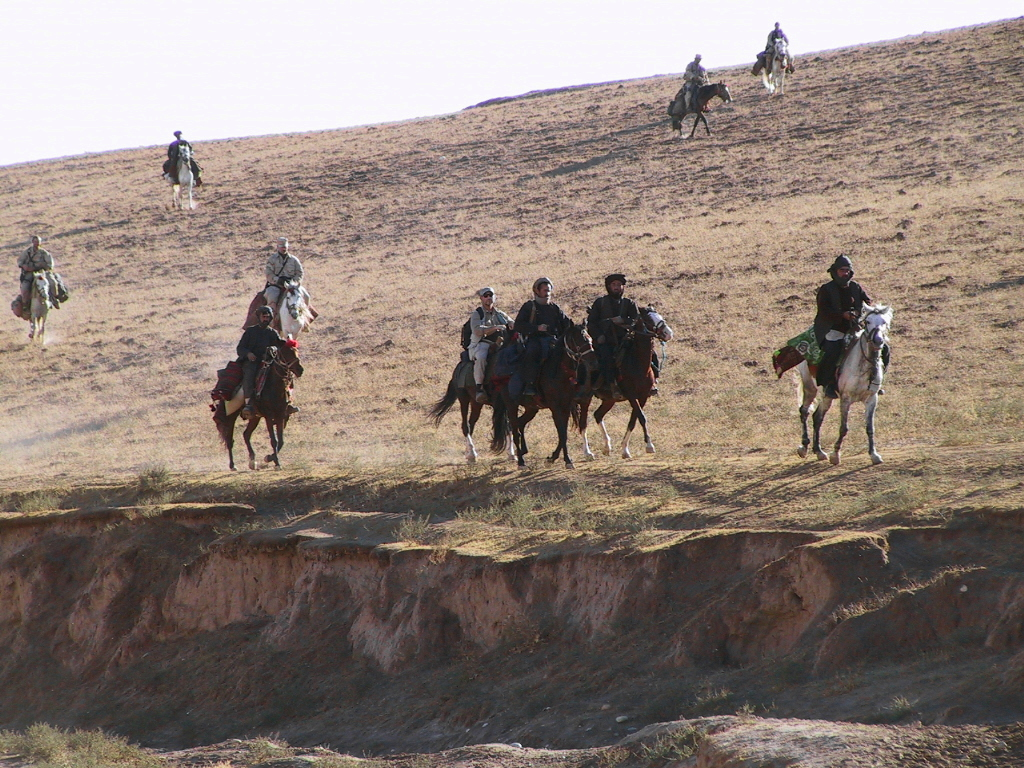
Truppen der Vereinigten Front mit amerikanischen Spezialeinheiten in Afghanistan im November 2001

Die offiziellen Kampfhandlungen begannen am 7. Oktober 2001. Die Vereinigten Staaten bombardierten Ziele in ganz Afghanistan mit Marschflugkörpern, Kampfflugzeugen und B-2-Langstreckenbombern. Die Angriffe dauerten 44 Stunden und stellten damit die bis dahin längste Einzeloperation der amerikanischen Luftstreitkräfte dar.
Trotz der massiven amerikanischen Luftunterstützung gelang es den Truppen der Vereinigten Front jedoch zunächst nicht, die Linien der Taliban zu durchbrechen. Erst nachdem die Luftschläge Anfang November 2001 auf die Frontstellungen der Taliban konzentriert wurden, begannen deren Linien zu bröckeln. Am 9. November 2001 eroberte die Nordallianz mit Masar-e Scharif die erste größere Stadt von den Taliban und erlangte damit die Kontrolle über die Versorgungslinien über Land zu den nördlichen Nachbarländern, vor allem Usbekistan. Die Offensive erreichte am 13. November 2001 mit der kampflosen Besetzung von Kabul ihren Höhepunkt. Die Talibanhochburgen wurden dagegen erbittert umkämpft und erst in den folgenden Wochen eingenommen (Kunduz am 23. November 2001 und Kandahar am 7. Dezember 2001).
Mit vielen Toten endete Anfang Dezember 2001 die sogenannte Schlacht von Qala-i-Jangi, ein Gefängnisaufstand in der Nähe von Masar-e Scharif.
Die afghanische Organisation Counterterrorism Pursuit Team kämpfte gegen die radikalen Muslime im Land mit Unterstützung der Vereinigten Staaten. Ende 2010 wurde mit ihrer Hilfe die Operation Dragon Strike eingeleitet.

### Suche nach al-Qaida-Mitgliedern
Nach der weitgehenden Eroberung des Landes durch die Nordallianz Ende 2001 begannen Einheiten der westlichen Verbündeten mit der Suche nach al-Qaida-Mitgliedern, vor allem Osama bin Laden. Etwa 200 al-Qaida-Kämpfer wurden während der Schlacht um Tora Bora im Dezember 2001 getötet. Im März 2002 folgte dann die Operation Anaconda, bei der 1700 eingeflogene US-Soldaten und 1000 afghanische Milizionäre gegen 500 bis über 1000 al-Qaida- und Taliban-Kämpfer um die Kontrolle über das in der Provinz Paktia gelegenen Schahi-Kot-Tal kämpften. Bis 2005 gab es unter dem Codenamen Alec Station eine CIA-Organisation, die sich alleine mit bin Laden befasste.
Gefangene Taliban und mutmaßliche Angehörige der al-Qaida wurden teilweise von den US-Streitkräften, völkerrechtlich umstritten und begleitet von Protesten durch Menschenrechtsorganisationen, auf den US-Stützpunkt Guantanamo auf Kuba geflogen. Diverse Gefangenenlager im Land – allen voran das Militärgefängnis Bagram – dienten dabei in vielen Fällen als Durchlaufstationen. Seit im Herbst 2004 die damalige US-Regierung entschieden hat, keine weiteren Häftlinge mehr nach Guantanamo zu verlegen, wurde Bagram endgültig zu einer permanenten Einrichtung, in der sich die Anzahl der Häftlinge daraufhin vervielfacht hat.

### Neuaufbau und Beginn der Gegenoffensive

Vereinfachte Karte der ethnischen Verhältnisse in Pakistan und den angrenzenden Gebieten Irans und Afghanistans aus dem Jahr 1980.

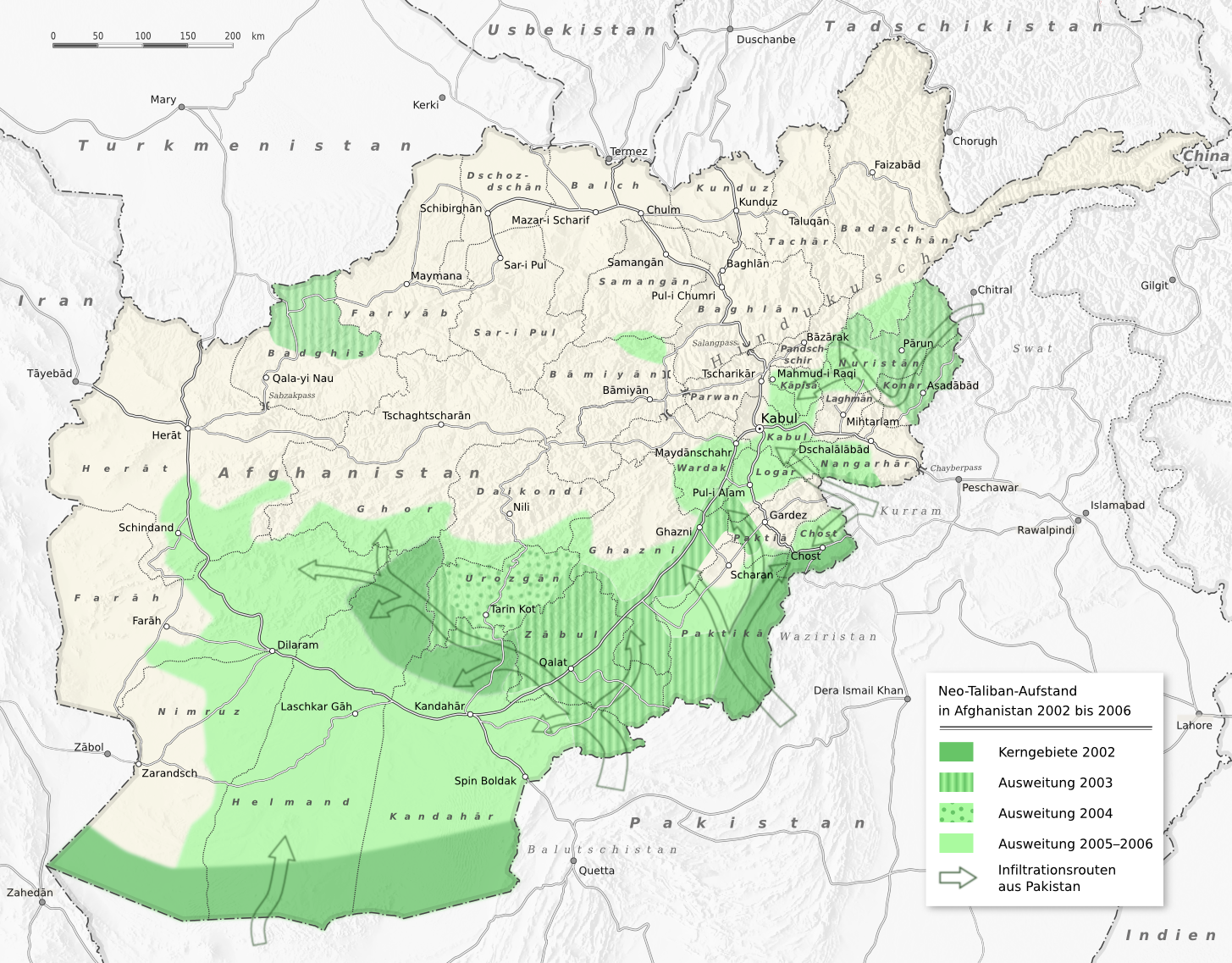
Ausweitung der Einflussgebiete der Aufständischen von 2002 bis 2006

Ethnische Gruppen Afghanistans im Jahr 2014.

Einem Teil der Taliban und al-Qaida gelang es, sich über die Grenze in die paschtunischen Gebiete Pakistans abzusetzen, wo sie geschützt vom pakistanischen Geheimdienst Inter-Services Intelligence (ISI) und dem engen Verbündeten der USA, dem pakistanischen Präsidenten Pervez Musharraf, neu aufgebaut und zusammen mit Islamisten aus aller Welt zunehmend zum Gegenangriff übergehen konnten. In Pakistan leben etwa doppelt so viele Paschtunen wie in Afghanistan: 31 Millionen statt nur 15 Millionen in Afghanistan. Im Winter 2002 traf Muhammad Omar in der Hauptstadt der pakistanischen Provinz Belutschistan in Quetta ein und befahl den Gegenangriff auf die benachbarten afghanischen Provinzen Urusgan, Helmand, Kandahar und Zabul. Auch in den Stammesgebiete unter Bundesverwaltung, im Nord-Wasiristanischen Miranshah, wurden Taliban und das Haqqani-Netzwerk aktiv. Diese sich im Jahr 2002 formierenden Gruppen werden auch unter dem Begriff „Neo-Taliban“ zusammengefasst. Organisierte Angriffe gegen afghanische Regierungseinrichtungen setzten etwa im Herbst 2002 ein. Derweil schwelte die Irakkrise 2003 zwischen Teilen der EU – insbesondere Deutschland, Frankreich und Belgien – und der sogenannten Koalition der Willigen. Im März 2003 begann dann der Irakkrieg. Ende August / Anfang September 2003 erfolgte mit der Operation Mountain Viper (Operation Mountain Viper) die erste größere Militäraktion in der Provinz Kabul bei der wahrscheinlich 124 Taliban getötet wurden. Im Sommer 2003 unternahm Ahmed Rashid mehrere Reisen in das afghanisch / pakistanische Grenzgebiet. Unter anderem beobachtete er in den Dörfern entlang der 80 Meilen langen Strecke von Quetta zur pakistanischen Grenzstadt Chaman über 50 Madrassen, wo Anwerber der Taliban aktiv waren, und in Quetta erfuhr er von Fahrzeughändlern, dass Taliban im Sommer 900 Motorräder gekauft haben sollen. Des Weiteren sollen hunderte Satellitentelefone und Langstrecken-Walkie-Talkies lokal gekauft oder vom Arabischen Golf importiert worden sein. Er hörte auch von mehreren militärischen Trainingslagern in Belutschistan.
Im Jahr 2003 führten Talibankämpfer in zunehmend größeren Gruppen mit bis zu 200 Mann ihre Angriffe durch und brachten die Provinz Zābul sowie den Süden Paktikās unter ihre Kontrolle. In den ländlichen Gebieten Zābuls und im Osten Paktikās konnten sie den Einfluss der Regierung sogar fast völlig eliminieren. Im darauffolgenden Jahr gelang es ihnen, neue Hochburgen vor allem in der Provinz Urozgān zu errichten. Seit 2004 gelang es den Taliban außerdem, in der Region um Kabul, besonders in den Provinzen Logar, Wardak und Nangarhār Fuß zu fassen und Operationen in Kabuler Vororten auszuführen. In den Jahren 2005 und 2006 rückten sie näher an die Stadt Kandahar heran und weiteten ihre Einflussgebiete auf die Provinzen Helmand, Farāh, Ghazni und Nimruz aus.
Laut einem im November 2007 publizierten Bericht des International Council on Security and Development haben die Neo-Taliban bis 2006 in über der Hälfte des Landes eine ständige Präsenz etabliert. Sie kontrollieren außerdem inzwischen Zentren von Distrikten sowie wichtige Verkehrsverbindungen, Teile der Wirtschaft und der Energieversorgung. General Egon Ramms, Kommandeur des Allied Joint Force Command Brunssum der NATO und damit der ISAF-Einsätze, schilderte Ende 2007, wie der Wechsel von Bauer zu Taliban praktisch ablief: „lokale Bauern (…) in dem Augenblick, wo sie beispielsweise landwirtschaftliche Aufgaben zu erfüllen haben, mit der Familie beschäftigt sind oder dergleichen mehr, legen sie ihre AK 47 beiseite, um sie möglicherweise im nächsten Jahr nach der Drogensaison wieder rauszuholen und sich den Taliban erneut im Kampf anzuschließen.“
Die Neo-Taliban setzten auch neue Kampf-Strategien ein, wie beispielsweise ferngezündete Straßenminen und sie griffen Regierungskräfte und ausländische Truppen mit Granaten und Raketenwerfern an.

### Ausweitung der ISAF-Truppen

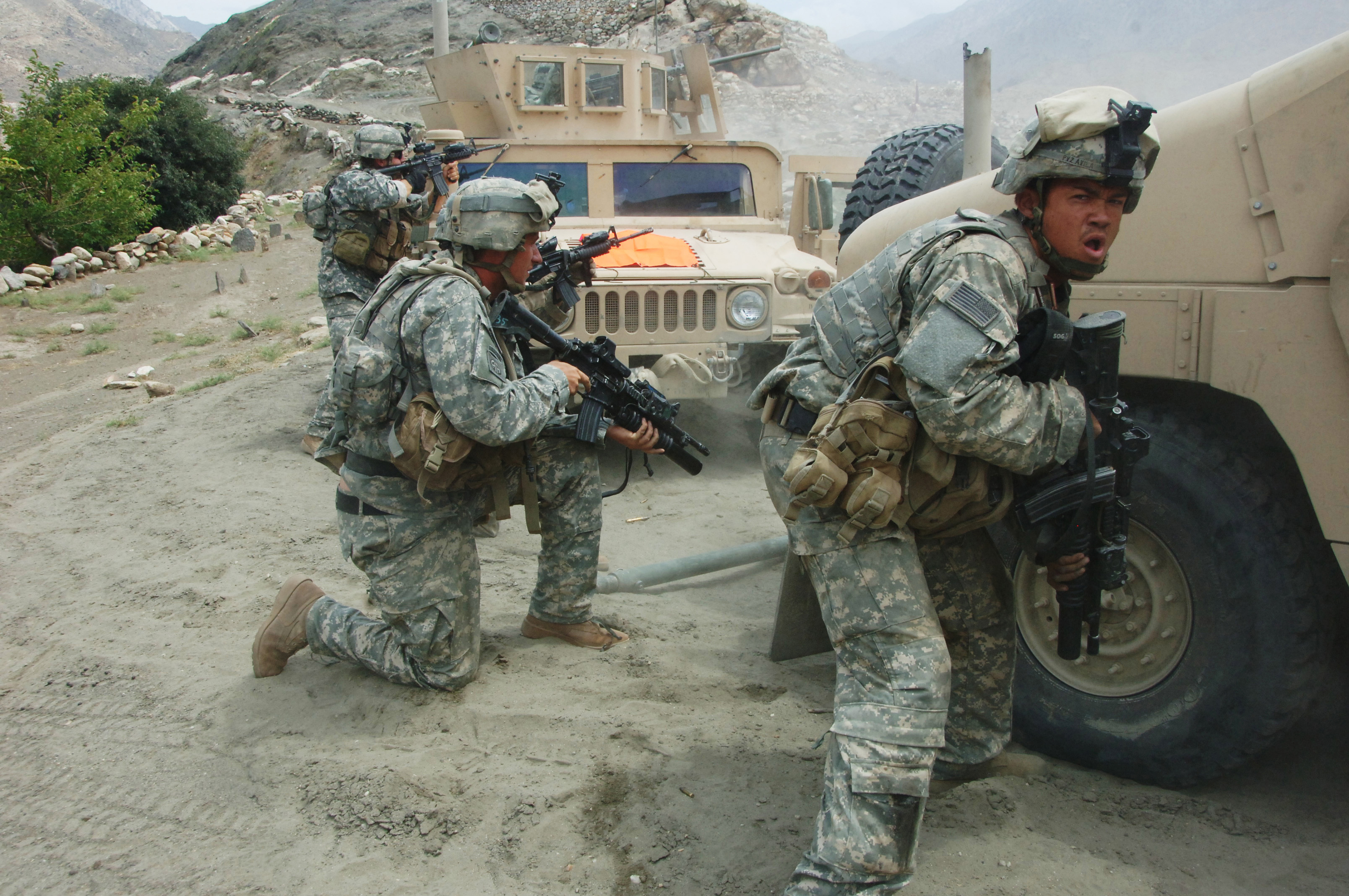
Soldaten der U.S. Army im Gefecht mit Kämpfern der Taliban in der Provinz Parwan, 2007

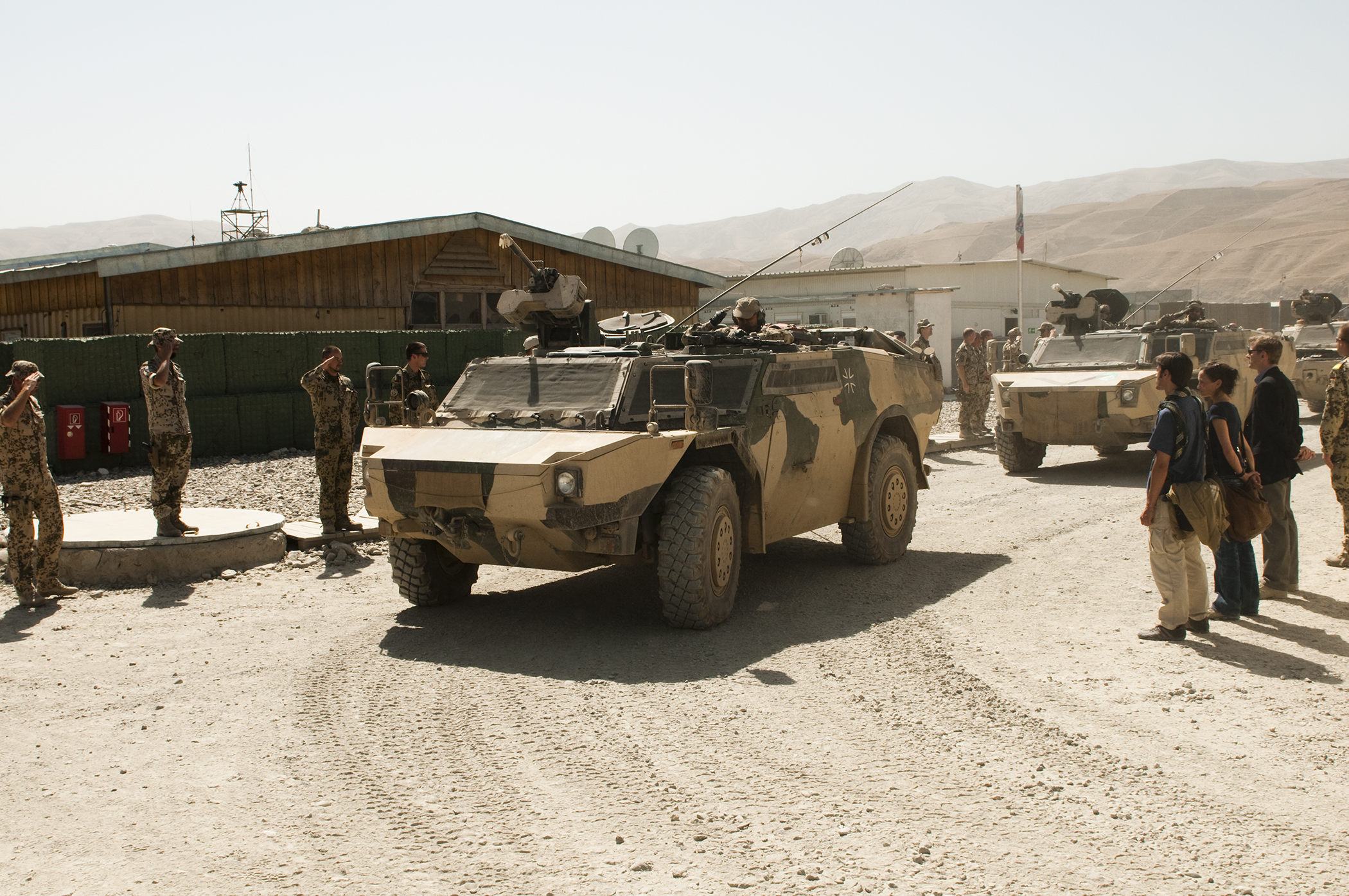
Deutsche Soldaten nach Patrouille mit der ANA zurück im PRT Feyzabad, 2009

Der UN-Sicherheitsrat beschloss im Oktober 2003 die Ausweitung des ISAF-Mandats auf Gebiete außerhalb Kabuls. Die ISAF erhöhte ihre Truppenstärke von rund 9000 Soldaten auf 18500 Soldaten und übernahm viele Aufgaben, die zuvor von der durch die Vereinigten Staaten geführten Operation Enduring Freedom (OEF) erledigt wurden. Dazu gehörte die Übernahme von PRTs (Provincial Reconstruction Team; zu Deutsch: „Regionales Wiederaufbauteam“) in ganz Afghanistan, die aus einem zivilen und einem militärischen Teil bestehen. Dies geschah in einem ersten Schritt nur für den Norden Afghanistans 2003/04. Ausgehend von einem Camp bei Kunduz patrouillierten beispielsweise österreichische Soldaten und deutsche Soldaten. In einem zweiten Schritt 2005 expandierte die ISAF in den Westen, italienische Soldaten und spanische Soldaten stellten die Mehrheit der ISAF-Truppen. Im dritten Schritt 2005/06 folgte dann die Expansion in den Süden, wo US-Soldaten, britische Soldaten, kanadische Soldaten, dänische Soldaten, niederländische Soldaten und australische Soldaten den Hauptteil der ISAF-Truppen stellten. Ab 2010 beteiligten sich auch noch georgische Kampftruppen im Südwesten Afghanistans. Ende 2006 wurde im vierten Schritt noch der Osten Afghanistans unter das ISAF-Mandat gestellt, wobei hier US-Soldaten den größten Teil der Truppen beitrugen. Ab 2008/2009 übernahmen französische Soldaten und polnische Soldaten, in Kooperation mit US-Truppen, die Sicherheitsverantwortung je einer Provinz im Osten.
Afghanistan wurde in mehrere Regionalkommandos aufgeteilt, wobei die Hauptstadt Kabul ein eigenes Regionalkommando erhielt. Dort wechselte das Kommando seit 2006 zwischen der Türkei, Italien und Frankreich, um dann im August 2008 an die afghanischen Sicherheitskräfte über zu gehen. Ein Regionalkommando besteht aus einer FSB (Forward Support Base) zur logistischen Unterstützung, mehreren PRTs und mehreren OMLTs (Operational Mentoring and Liaison Team), die innerhalb einer Provinz für die Ausbildung der Afghanischen Nationalarmee (ANA) zuständig sind und zwischen ANA und ISAF koordinieren. Im Regionalkommando Nord gibt es seit 2007 zusätzlich ein PAT  (Provincial Advisory Team), die kleinen PRTs ähneln. Im Juni 2010 wurde das Regionalkommando Süd geteilt in ein neues Regionalkommando Süd und ein Regionalkommando Südwest (RC SW). Das RC SW umfasst die Provinzen Helmand, Nimrus und Teile von Kandahar.

### Fusion von NATO und ISAF, intensive Kämpfe im Süden
Die NATO übernahm am 11. August 2003 offiziell die Führung der ISAF. „Eine größere Rolle für die NATO ist einfach sinnvoll“, erklärte der stellvertretende NATO-Generalsekretär Alessandro Minuto-Rizzo während der feierlichen Übernahme des ISAF-Kommandos in Kabul. Er argumentierte, dies sei sinnvoll, weil die NATO bereits an der Unterstützung der ISAF beteiligt gewesen sei und weil die ISAF-Staaten in erster Linie auch NATO-Mitglieder gewesen seien.
Mit dem Befehl vom 19. Dezember 2005 zogen die USA 3000 Soldaten ab, so dass noch 16.000 US-Soldaten in Afghanistan verblieben, die im Süden und Osten kämpften. Das war kurz bevor die 3. Phase der Expansion der ISAF-Truppen begann. Eine Fusion von NATO und ISAF wurde vereinbart, wobei nur die Hälfte der US-Truppen sich an ISAF beteiligten, während die anderen 8000 Truppen unter eigenem Kommando weiter machten. Es stellte sich bei der Vorbereitung des Einsatzes heraus, dass die USA im Süden keine Satellitenaufklärung gemacht hatten. Britisches Hauptquartier in Helmand wurde Camp Bastion, wenige Kilometer nordwestlich von Laschkar Gah. Eine Fernstraßen führt nach Osten zur Stadt Kandahar, wo die Kanadier Quartier bezogen.
Um eine Offensive der Taliban zu verhindern, solange sich Briten und Kanadier noch nicht eingerichtet hatten, starteten die Amerikaner die Operation Mountain Thrust am 15. Mai 2006 mit insgesamt 11.000 Soldaten. Die Verluste auf Seiten der westlichen und afghanischen Truppen bei dieser Militäroperation betrug 155, die Taliban verloren 1134 Kämpfer. Sie endete am 31. Juli und am 1. August übernahm ISAF/NATO das Kommando im Süden. Die britische Strategie bestand darin in kleinen Orten in Helmand in befestigten „Platoon Houses“ 40 bis 100 Soldaten einzuquartieren, damit die Orte nach der „Säuberung“ nicht gleich wieder in Taliban-Hand fallen würden, doch war es sehr gefährlich die dort stationierten Truppen zu versorgen und sie waren ein willkommenes Ziel für Taliban-Angriffe.
Am Ende des Sommers 2006 versuchten die Taliban in die Stadt Kandahar mit hunderten von Kämpfern, die sie zuvor im 35 Kilometer südwestlich gelegenen Distrikt Panjwai versammelt hatten, einzusickern und sie zu erobern. Die NATO reagierte mit der kanadisch geleiteten Operation Medusa. Die Verluste der Taliban waren sehr hoch, was damit zu tun hatte, dass sie, nachdem sie aus Kandahar vertrieben worden waren, Verstärkung aus Pakistan holten und sich in Panjwai im sowjetischen Stil verteidigten, weshalb sie dort („Second battle of Panjwaii“) fast ausschließlich von der Luft aus bekämpft werden konnten. Nach dem Kampf begannen die Kanadier eine Straße von Kandahar in diesen Distrikt zu bauen, was nicht ohne weitere Verluste auf allen Seiten gelang. Dort stationierten die Kanadier im Dezember im vorgeschobenen Militärstützpunkt Masum Ghar Leopard-Panzer. Im Dezember 2006 führte Kanada in diesem Distrikt bereits die Operation Falcon Summit aus.
Zwischen Juni und Dezember 2006 kam es zu insgesamt 2100 Luftangriffen und das Jahr 2006 war das Jahr, in dem die Taliban erstmals Selbstmordattentate in großer Zahl einsetzten: 2004 gab es nur 6 und 2005 21 derartiger Anschläge, während es 2006 141 und 2007 137 Anschläge gab. Diese Entwicklung setzte sich in den folgenden Jahren fort, mit dem Jahr 2008 als neuem Höhepunkt.
Am 13. Juni 2008 stürmten die Neo-Taliban ein Gefängnis in Kandahar und befreiten sämtliche Insassen; etwa 1150 mutmaßliche Extremisten, darunter ungefähr 400 Neo-Taliban. Im April 2011 sind aus der gleichen, zu einem Hochsicherheitsgefängnis umgebauten Anlage über 500 Taliban, darunter angeblich etwa 100 Taliban-Kommandeure, durch einen 360 Meter langen Tunnel geflohen.

### Neue Strategie
Die neue am 18. Februar 2009 verkündete Strategie beinhaltete unter anderem eine Erhöhung der Kopfzahl der afghanischen Sicherheitsbehörden und vorübergehend auch der westlichen Truppen sowie eine „Afghanisierung“ der Kriegsführung. Des Weiteren wurde mit der Bezeichnung AfPak von den USA im März 2009 offiziell ein Zusammenhang zwischen der Situation in Afghanistan und Pakistan hergestellt. Eine Folge war, dass in der Öffentlichkeit nun mehr über die Operationen hinter der Grenze in Pakistan bekannt wurde und diese mit der Operation Neptune Spear am 2. Mai 2011, dem Auffinden von Osama bin Laden in der pakistanischen Militärgarnisonsstadt Abbottabad, wo er seit August 2005 wohnte, ihren Höhepunkt fanden.
William B. Caldwell wurde im November 2009 zum Kommandeur sowohl der NATO Training Mission-Afghanistan (NTM-A) als auch der US-geführten multinationalen Combined Security Transition Command – Afghanistan (CSTC-A), wodurch das Training und der Ausbau der Afghanischen Armee und der Polizei profitierte. Zusätzlich wurden lokal oder regional aktive leicht bewaffnete Milizen und die sogenannte Afghan Local Police (ALP) rekrutiert.
Einer der ersten großen Einsätze der Afghanischen Nationalarmee war die am 13. Februar 2010 begonnene Operation Muschtarak, bei der 2500 afghanische Soldaten und 12.500 ISAF-Soldaten nach zwei Wochen die Stadt Mardscha in der Provinz Helmand einnahmen, damit dort anschließend eine staatliche Infrastruktur aufgebaut werden kann. Mardscha ist ein Zentrum des Opiumanbaus, doch wollten die US-Streitkräfte zunächst nicht gegen diesen vorgehen.
Auf der Afghanistan-Konferenz 2010 in London wurde die Übergabe der militärischen Verantwortung an die afghanische Armee sowie ein Zeitplan für den Abzug der internationalen Streitkräfte diskutiert. Auf dem NATO-Gipfel in Lissabon im November 2010 verkündete dann die NATO, ab 2011 die Verantwortung über die Sicherheit der ersten afghanischen Provinzen an die Afghanische Nationalarmee zu übergeben. Bis 2014 sollten dann alle Provinzen übergeben worden sein. Daher sollen bis 2014 schrittweise die Zahl der ausländischen Soldaten so weit reduziert werden, dass dann nur noch einige 10.000 Ausbilder im Land sind. Bis zum Sommer 2012 werden 33.000 US-Soldaten das Land verlassen, davon 10.000 Soldaten noch im Jahr 2011. Im Juli 2011 wurden die ersten 650 US-Soldaten ausgeflogen. Es ist der erste ersatzlose Abzug von US-Truppen. Gleichzeitig hatte Kanada seine etwa 3000 Soldaten abgezogen, lediglich zu Ausbildungszwecken verbleiben einige kanadische Soldaten im Land. Das Kommando der vom Abzug betroffenen Regionen wurde an die Vereinigten Staaten übergeben.

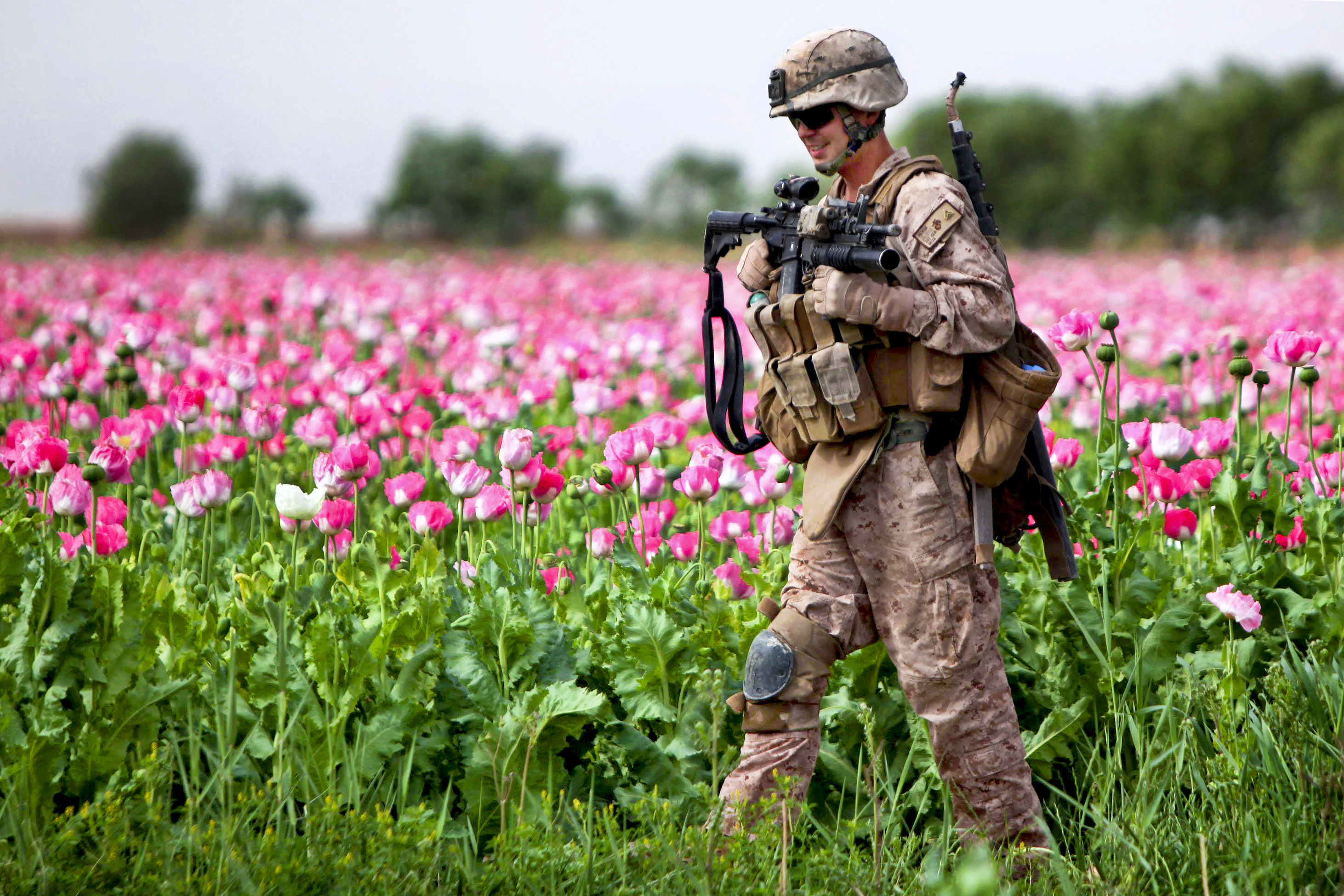
Soldat des U.S. Marine Corps in einem Mohnfeld, April 2011

Im März 2011 benannte Karsai die ersten sieben Regionen, über die afghanische Sicherheitskräfte ab Juli 2011 die Verantwortung übernehmen sollen. Das sind große Teile der Provinz Kabul und die Provinzen Pandschschir und Bamiyan, sowie die Städte Masar-e Scharif, Mehtarlam (Hauptstadt der Provinz Laghman), Laschkar Gah und den Großteil von Herat. Am 18. Juni 2013 verkündete Karsai, dass die Übergabe der Verantwortung für die Sicherheit in Afghanistan abgeschlossen sei.
Am 7. Oktober 2011 erklärte der ehemalige Vorsitzende des Militärausschusses, der NATO-General a. D. Harald Kujat, anlässlich des 10. Jahrestages den Militäreinsatz in Afghanistan für „gescheitert“.

### Attacken afghanischer Sicherheitskräfte auf Koalitionstruppen
Ein unerwartetes Problem der „Afghanisierung“ ist ein inzwischen in Militärkreisen „Green on Blue“ genanntes Phänomen. Es bezeichnet den gezielten Beschuss auf Koalitionskräfte durch eigentlich verbündete afghanische Soldaten oder Polizisten (und steht damit im Gegensatz zu irrtümlichem Eigenbeschuss). Beispielsweise sind von den ersten 54 gefallenen ISAF-Soldaten des Jahres 2012 insgesamt 16 durch „Green on Blue“ getötet worden, also fast ein Drittel. Nach dem Mord an zwei US-Offizieren im afghanischen Innenministerium Ende Februar 2012, der wiederum eine offensichtliche Reaktion auf die Koran-Verbrennung durch amerikanische Soldaten war, hatte unter anderem die Bundeswehr vorübergehend das Partnering eingestellt, die gemeinsamen Operationen (und Ausbildung) mit den afghanischen Soldaten.
Das Problem verschlimmerte sich seit 2008 permanent. Während viele Länder ihre Streitkräfte bereits komplett oder teilweise abgezogen hatten, mussten die verbliebenen Soldaten nun nicht nur die Lücke der abziehenden Soldaten schließen, sondern auch befürchten, von verbündeten Einheiten der Afghanischen Nationalarmee (ANA) beschossen zu werden. Dies hat große Auswirkungen auf die Moral der Truppe. Während im Jahr 2008 von den insgesamt 295 Toten nur 2 Todesfälle auf „Green on Blue“ entfielen, waren es 2009 schon 12 Tote, und 2010 stieg diese Zahl auf 16 an. 2011 waren bereits 35 Tote zu beklagen, von „Einzelfällen“ zu sprechen war nicht mehr möglich. Im Jahr 2012 starben 61 der 402 gefallenen Soldaten durch „Green on Blue“, bis März 2013 waren es 3 von den 21 gefallenen Soldaten.

### Der Fall von Kundus
Am 28. September 2015 eroberten die Taliban Kundus. Der afghanischen Armee gelang es, die Stadt nach vier Tagen zurückzuerobern. Dabei wurde sie von der U.S. Air Force durch Luftangriffe unterstützt. Ein Luftangriff traf das Krankenhaus der Ärzte ohne Grenzen, dabei wurden mindestens 19 Menschen, darunter 7 Patienten, getötet. Drei der Toten waren noch Kinder. Der UN-Hochkommissar für Menschenrechte, Seid al-Hussein, spekulierte über möglichen Vorsatz, was ein Kriegsverbrechen gewesen wäre. Die Untersuchung des Vorfalls ergab, dass das Krankenhaus mit einem benachbarten, von den Taliban besetzten Gebäude, verwechselt worden war.

### Angriffe der Taliban 2017 und Entwicklung bis zum Friedensabkommen im Jahr 2020
Ende März 2017 setzten sich afghanische Regierungstruppen aus der Stadt Sangin ab, die im Zentrum der Opiumregion Helmand liegt, und überließen den Ort weitgehend kampflos den Taliban.
Am 22. April 2017 griffen Taliban einen Armeestützpunkt nahe der Provinzhauptstadt Masar-i-Scharif in der afghanischen Provinz Balch an. Mindestens 140 Soldaten wurden getötet und mehr als 160 verwundet. Die 12 Taliban-Kämpfer trugen Uniformen der afghanischen Streitkräfte, fuhren mit Militärfahrzeugen vor; einige täuschten mit Verbänden vor, verwundet zu sein. Mit gefälschten Papieren erlangten sie Zutritt zur Basis. Die Kämpfer zündeten eine Sprengladung und begannen, Soldaten während des Freitagsgebets in einer Moschee auf dem Stützpunkt zu erschießen. Danach griffen sie die Kantine an und schossen Gruppen unbewaffneter Soldaten nieder. Erst nach stundenlangen Feuergefechten erlangte die Armee die Kontrolle über den Stützpunkt zurück. Nach Taliban-Darstellung hätten vier der Kämpfer früher als Soldaten auf dem Stützpunkt gedient und verfügten daher über gute Ortskenntnisse. Auf dem angegriffenen Armeestützpunkt waren normalerweise viele deutsche Soldaten im Ausbildungseinsatz. Während des Angriffs befanden sich keine deutsche Soldaten in der Basis.
Verteidigungsminister Abdullah Habibi und Stabschef Qadam Schah Schahim traten zwei Tage nach dem Massaker vom 22. April zurück.
Am 5. Mai zogen sich die afghanische Sicherheitskräfte aus Qala-i-zal (Kal-e-Sal) westlich von Kundus zurück und überließen den Bezirk den Taliban. Man habe damit nach Angaben eines afghanischen Polizeisprechers versucht, weitere militärische und zivile Verluste zu vermeiden.
Neben den Taliban waren im Sommer 2017 auch Kämpfer der sunnitischen Terrorgruppe ISIS-K (Ableger des islamischen Staats) in der Provinz Khorasan, in der Nangarhar- und der Kunar-Provinz nahe der pakistanischen Grenze aktiv. Etwa einer von fünf Luftangriffen der Koalitionstruppen in dieser Zeit hatte IS-Kämpfer zum Ziel, die übrigen die Taliban. Beobachter nehmen an, der ISIS-K würde ebenfalls aus Kreisen des pakistanischen Militärs unterstützt und auf der anderen Seite der Grenze in Pakistan nur bekämpft, soweit die Gruppe pakistanische Interessen verletze. Als Hauptbasis des ISIS-K gilt seit der Gründung der Gruppe 2014 die Bergregion des Distrikts Atschin in Nangarhar. Im Jahr 2017 sind 3440 Zivilisten umgekommen und 7019 verletzt worden.
Von 2014 bis 2019 sind nach Angaben der afghanischen Regierung 45.000 Soldaten der Nationalarmee im Kampf gegen Gruppierungen, wie den Taliban und den IS gefallen.
Durch regelmäßig verübte Terroranschläge in Afghanistan starben 2018 UNAMA-Angaben zufolge mehr als 3800 Zivilisten, weitere 7189 sind zu Schaden gekommen. Im selben Jahr intensivierten die US-Amerikaner ihre Bombenangriffe, da sie mehr Bomben warfen als in den 10 Jahren zuvor. Der 1. Quartalsbericht 2019 der UNAMA führt für die ersten drei Monate des Jahres 2019 eine Zahl von 581 toten Zivilisten und 1129 Verletzten durch den kriegerischen Konflikt an. Im selben Quartal des Vorjahres waren es 799 Tote und 1506 Verletzte. Erstmals sind dem Bericht zufolge mehr Zivilisten durch Angriffe von den im Land stationierten ausländischen Streitkräften (insbesondere den US-amerikanischen) und dem Militär und Milizen der afghanischen Regierung ums Leben gekommen als durch Angriffe der Taliban. Wegen der generellen Gefahrenlage wurden die afghanischen Präsidentschafts- und Kommunalwahlen um Monate in den September 2019 verschoben. Einem US-amerikanischen Report zufolge konnte die afghanische Regierung nur noch etwa 55 % des Landes kontrollieren. Laut dem Lagebericht des Auswärtigen Amtes trugen organisierte Kriminalität und Stammeskonflikte zu einer komplexen Sicherheitslage in Afghanistan bei. Im September 2019 brach die US-amerikanische Regierung unter Donald Trump Friedensgespräche mit den Taliban vorerst ab, weil sich Mitglieder der Taliban nicht an eine vereinbarte Waffenruhe hielten. Bedingung für eine Wiederaufnahme der Gespräche waren „Zugeständnisse“ seitens der Taliban, die diese einhalten können. Im Dezember wurden die Gespräche fortgesetzt.
Als sich der Islamische Staat im Sommer 2018 in der Provinz Kunar ausbreitete, kooperierten Regionalregierung und die Taliban militärisch in der Region bis Februar 2020, bis sie den IS dort besiegt hatten, miteinander. Auch die US-amerikanische Luftwaffe mied dort in jener Zeit Angriffe auf die Taliban.

### Das Friedensabkommen zwischen den USA und den Taliban und sein Bruch
Am 29. Februar 2020 unterzeichneten der von Donald Trump ernannte amerikanische Sondergesandte für Aussöhnung in Afghanistan, Zalmay Khalilzad, und der Leiter des politischen Büros der Taliban in Doha, Mullah Abdul Ghani Baradar, das Doha-Abkommen.
In einem ersten Schritt sollten die amerikanischen Truppen in Afghanistan um rund ein Drittel auf 8600 Personen reduziert werden. Weiterhin verpflichteten sich die USA und die NATO, ihre Streitkräfte innerhalb von 14 Monaten aus Afghanistan abzuziehen. Im Gegenzug garantierten die Taliban, innerhalb von zwei Wochen Friedensgespräche mit der afghanischen Regierung aufzunehmen und dem Terrorismus abzuschwören bzw. diesen in Afghanistan nicht zu dulden. Die Regierung der Islamischen Republik Afghanistan hat als Konfliktpartei das Abkommen nicht mitunterzeichnet. Da auch die Taliban keine Repräsentanten des Staates waren, handelt es sich bei dem Abkommen nicht um einen völkerrechtlichen Friedensvertrag. Der Vertrag berührte nicht die künftige Gestaltung des politischen Systems in Afghanistan oder die Verteilung der politischen Macht.
Nachdem militante islamistische Extremisten auch nach dem Unterzeichnen noch Anschläge in Afghanistan verübten, gab es Anfang März 2020 ein Telefonat zwischen dem Leiter des politischen Büros der Taliban und US-Präsident Donald Trump sowie eine Ansage von NATO-Generalsekretär Jens Stoltenberg, Truppen nur abzuziehen, wenn sich die Taliban an das Abkommen hielten. Ende März 2020 begannen Verhandlungen über einen Gefangenenaustausch zwischen der Taliban-Führung und der afghanischen Regierung, in deren Folge in den ersten Aprilwochen mehrere hundert Taliban-Kämpfer aus ihrer Haft entlassen wurden. Bis zu 5000 gefangene Taliban sollen freigelassen werden, sofern im Gegenzug die Taliban 1000 ihrer Gefangenen freilassen.
Nach mehreren Anschlägen in Afghanistan im Mai 2020, zu denen sich unter anderem der Islamische Staat (IS) bekannte, gab der afghanische Präsident Aschraf Ghani bekannt, auch die Taliban wieder bekämpfen zu wollen, obwohl diese eine Beteiligung an den Anschlägen dementiert hatten. Die Taliban bezeichneten dies als Kriegserklärung und verübten mindestens einen Anschlag, zu dem sie sich bekannten. Vor dem Fest des Fastenbrechens schlugen die Taliban eine dreitägige Waffenruhe für eben jene Zeit des Fastenbrechens vor, auf die die afghanische Regierung einging. Nach dem Ablauf jener Waffenruhe ließ die afghanische Regierung zum einen weitere 900 gefangene Taliban frei, ließ andererseits aber Luftangriffe auf verfeindete Gruppen fliegen. Wenige Tage danach folgten im Gegenzug Angriffe auf Soldaten und Polizisten des Landes. Innerhalb einer Woche im Juni wurden laut Regierungsangaben 422 staatliche Sicherheitskräfte durch 222 Terroranschläge der Taliban getötet oder verwundet.
Ende Juni 2020 veröffentlichte die New York Times US-Geheimdienstinformationen vom Frühjahr 2020, nach denen Mitglieder des Russischen Militärgeheimdiensts den Taliban Kopfgelder für die Tötung von US-Soldaten und anderen NATO-Soldaten in Afghanistan angeboten und teilweise auch gezahlt hatten. Festgenommene Talibankämpfer und Kriminelle hatten entsprechende Aussagen gemacht, weiter waren größere Geldbeträge in US-Dollar in Talibanstützpunkten sichergestellt worden. Die Destabilisierungsaktion gegen westliche Kräfte wurde laut dem US-Geheimdienstreport von dem russischen Geheimdienst GRU durchgeführt.
Nach Angaben des afghanischen Innenministeriums gab es im Oktober 2020 landesweit knapp 600 Angriffe der Taliban auf Sicherheitskräfte und Einrichtungen der Regierung. Dabei seien auch 180 Zivilisten getötet und 375 verletzt worden. In der Provinz Helmand unterstützte die US Air Force die afghanischen Streitkräfte im selben Monat bei Kämpfen gegen die Taliban in der Nähe von Lashkargarh.
In den Jahren von 2016 bis 2020 töteten die Taliban laut UNAMA jährlich zwischen etwa 1300 und 1625 Zivilisten. Außerdem wurden jährlich zwischen etwa 2500 und 3600 Zivilisten direkt oder indirekt durch IEDs der Taliban verletzt oder getötet. Die Taliban töteten außerdem berechnend und gezielt progressive Politiker, Journalisten, Aktivistinnen, die entgegen der islamistischen Auffassung der Taliban für den Aufbau einer vielfältigen, modernen Gesellschaft stehen. Die anhaltend hohe Gewalt nutzen die Taliban bei den Friedensgesprächen mit der afghanischen Regierung als Druckmittel.
Laut UNAMA wurden im ersten Quartal 2021 mindestens 573 Zivilisten in Afghanistan getötet sowie 1783 weitere Zivilisten verletzt. Diese Vorfälle waren laut United Nations zu 43,5 % auf die Taliban und zu 25 % auf die Afghanische Nationalarmee zurückzuführen.
Im Februar 2021 pochte Sabiullah Mudschahid, Sprecher der Taliban, auf die Umsetzung des Vertrages und den Abzug der internationalen Truppenpräsenz in Afghanistan: „Die Nato, Amerika und alle Seiten sind zu dem Schluss gekommen, dass zur Überwindung der aktuellen Krise die einzige gute Lösung die Umsetzung des unterzeichneten Abkommens ist (…) Wenn das Abkommen, Gott bewahre, verletzt wird, dann werden sich die Menschen in Afghanistan natürlich von ihrem Land aus verteidigen, wie sie es in den letzten 20 Jahren getan haben.“

### Truppenabzug der NATO und Vormarsch der Taliban

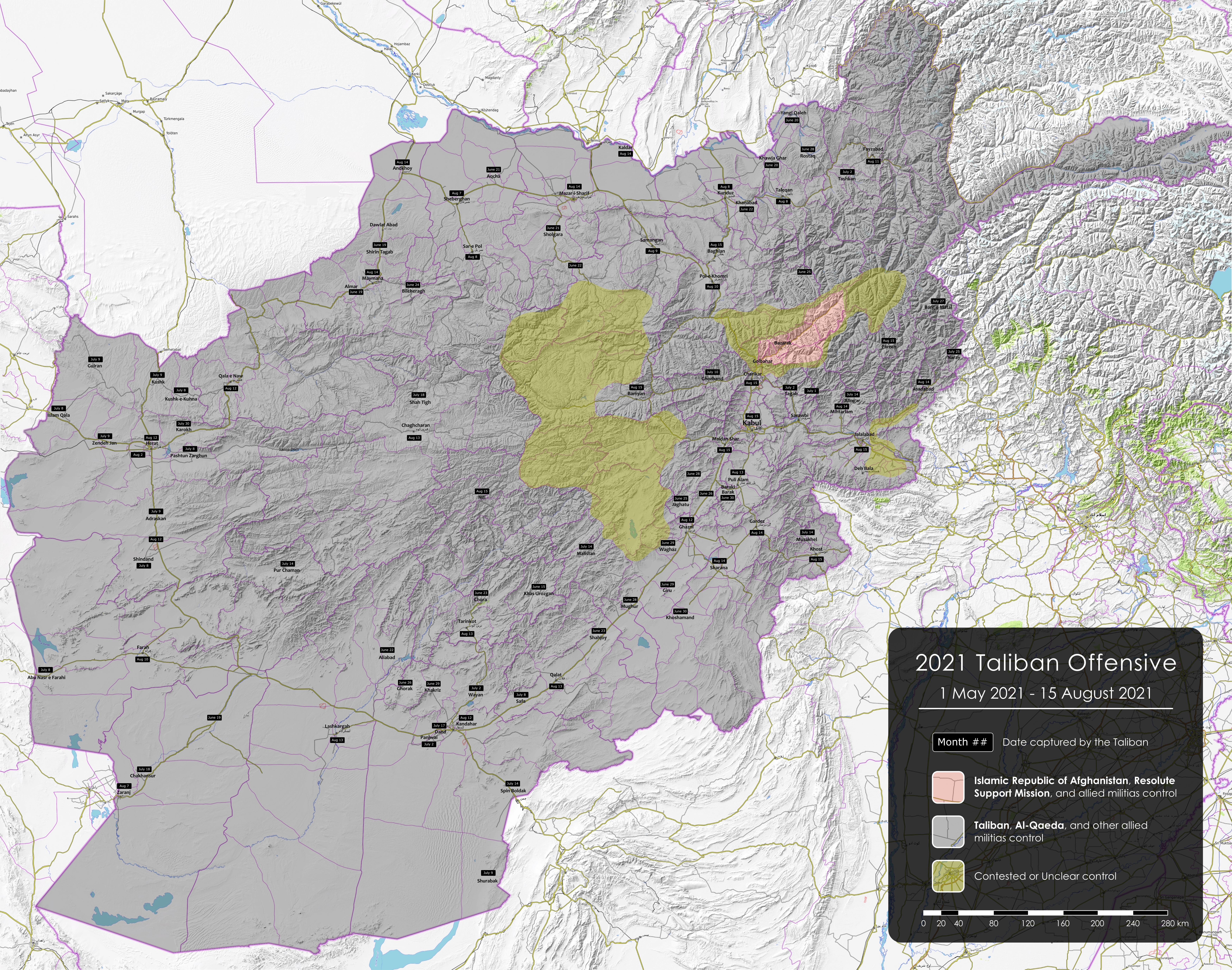
Gebietskontrolle in Afghanistan im August 2021. Grau: Unter Kontrolle von Taliban, Al-Qaida u. a.
Rot: Unter Kontrolle von Regierungstruppen oder verbündeten Milizen
Grün: Umkämpft oder Gebietskontrolle unklar
Die jeweiligen Daten der Einnahme von Städten sind in der Nahansicht der Karte einsehbar.

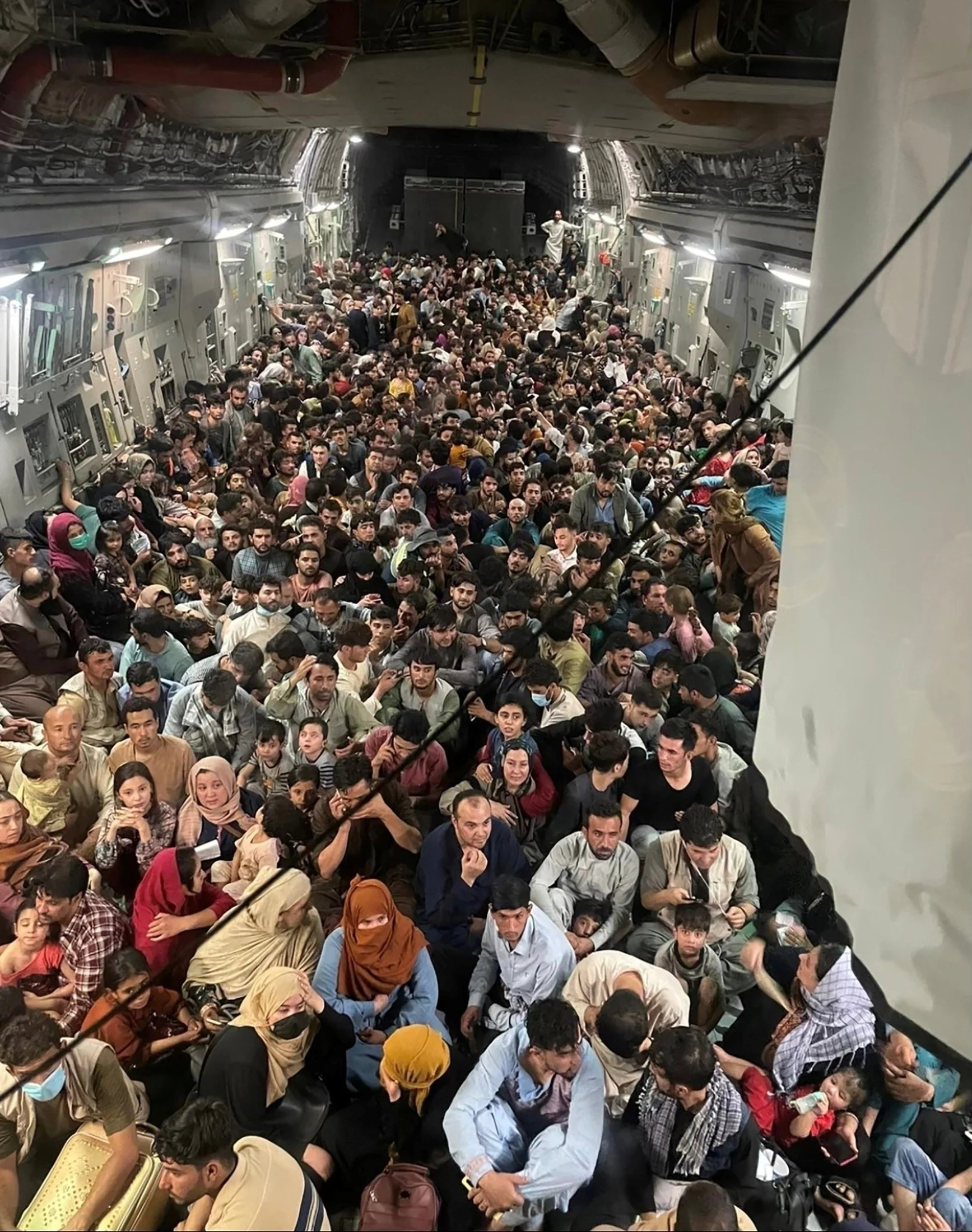
Boeing C-17-Laderaum während eines Evakuierungsflugs aus Kabul mit 823 Menschen an Bord

Am 23. März 2021 erklärte Heiko Maas beim NATO-Treffen in Brüssel: „Wir wollen nicht durch einen frühzeitigen Abzug aus Afghanistan riskieren, dass die Taliban zurückkehren zur Gewalt und versuchen, mit militärischen Mitteln an die Macht zu kommen.“
Zwölf Wochen nach seinem Amtsantritt als US-Präsident verkündete Joe Biden am 14. April 2021, den Truppenabzug aller US-Streitkräfte aus Afghanistan vom 1. Mai bis zum 11. September 2021 angeordnet zu haben und damit den Krieg in Afghanistan beenden zu wollen. Der Abzugsbeschluss wurde nicht an Bedingungen bezüglich der Sicherheitslage vor Ort oder die Erfüllung der Anforderungen des von den Taliban und der Trump-Regierung ausgehandelten Friedensabkommens geknüpft. Ursprünglich war in dem Abkommen der vollständige Abzug der ausländischen Truppen für den 1. Mai 2021 vorgesehen. Diese Frist wurde von der Biden-Regierung jedoch nicht eingehalten. Auf die Entscheidung der USA folgte die Entscheidung der NATO. In der Sitzung am 14. April 2021 des NATO-Rats stimmten alle 30 NATO-Botschafter einmütig dafür, alle regulären Soldaten von NATO-Mitgliedstaaten und Partnernationen aus Afghanistan abzuziehen.
US-Geheimdienstbewertungen deuteten darauf hin, dass die Regierung des Landes innerhalb weniger Monate nach dem vollständigen Rückzug der US-Streitkräfte von den Taliban besiegt werden könnte. Andere Schätzungen gingen von sechs Monaten bis zu einem Jahr aus.
Gemäß eines UN-Berichts vom 20. Mai 2021 kontrollierten oder bedrohten die Taliban 50 bis 70 % des afghanischen Territoriums und üben direkte Kontrolle über 57 % der Zentren der Verwaltungsdistrikte Afghanistans aus. Am 9. Juni 2021 verwies der deutsche Außenminister Heiko Maas auf die Friedensverhandlungen: „Gleichzeitig gibt es aber einen Friedensprozess zwischen den Taliban und der afghanischen Regierung, der ja nicht ausgesetzt worden ist und dessen Erfolg ich auch nicht für unerreichbar halte.“
Ende Juni 2021 endete die deutsche Beteiligung am Krieg in Afghanistan, als die letzten deutschen Soldaten aus Afghanistan abgezogen waren. Wenige Tage später, am 2. Juli, überließen die US-Streitkräfte mit der Bagram Air Base ihre größte Militärbasis und ihr Hauptquartier in Afghanistan der Afghanischen Nationalarmee (ANA).
Anfang Juli kontrollierten die Taliban zwischen einem Drittel und 50 % aller 407 Verwaltungsbezirke der Islamischen Republik Afghanistan. Etwa 120 weitere Bezirke waren umkämpft. Bis zum 5. Juli hatten die Taliban innerhalb einer Woche weitere 38 der 407 Bezirke Afghanistans eingenommen. Die meisten Bezirke wurden widerstandslos eingenommen. Die Armee, die Polizei und lokale Milizen flohen über die Grenzen in die Nachbarländer oder gingen nach Hause. Sie ließen häufig ihre Waffen und Ausrüstung zurück. Teils schicken die Taliban Dorfälteste zu Militärposten und stellten die Soldaten vor die Wahl, bis zum Tode zu kämpfen oder freien Abzug und ein Handgeld von umgerechnet 50 Euro zu erhalten. Für Waffen und Ausrüstung zahlten die Taliban teils weiteres Geld. Die Regierung in Kabul reagierte auf den Vormarsch der Taliban kopflos. Selbst die wenigen Eliteeinheiten setzte man unkoordiniert ein.
Nach Auskunft der Vereinten Nationen wurden im Mai und Juni 2021 insgesamt 2400 afghanische Zivilisten getötet oder verletzt – die höchste Opferzahl seit Beginn der Erfassung im Jahr 2009.
Zwischen dem 1. Mai und dem 12. Juli hatten die Taliban insgesamt 139 Bezirke Afghanistans erobert. Etwa eine Woche später wurde berichtet, dass 210 Bezirke von den Taliban kontrolliert werden und 110 Bezirke unter der Kontrolle der Regierung stünden. Die restlichen 80 Bezirke seien umkämpft.
Am 16. Juli 2021 endete die NATO-Mission Resolute Support. Doch befanden sich auch nach deren Ende US-amerikanische Soldaten und deren Verbündete in Afghanistan.
Ende Juli/Anfang August 2021 wurden Raketenangriffe auf den Flughafen Kandahar sowie Offensiven der Taliban auf die Provinzhauptstädte Herat und Laschkar Gah gemeldet. Am 2. August 2021 kontrollierten die Taliban nach Angaben von lokalen Behördenvertretern und Einwohnern bereits mindestens acht der zehn Polizeibezirke von Laschkar Gah. Im Kampf gegen die Taliban unterstützte das US-Militär die afghanische Armee im August 2021 noch mit aus den Nachbarländern gestarteten Kampf- und Bomberflugzeugen, da die US-Streitkräfte die Militärbasen in Afghanistan fast vollständig verlassen haben.
Dem Amt der Vereinten Nationen für die Koordinierung humanitärer Angelegenheiten (OCHA) zufolge begaben sich von Anfang Mai bis Ende Juli 2021 mehr als 244.000 Menschen in Afghanistan auf die Flucht vor den Kämpfen. Der Großteil der Binnenflüchtlinge floh aus Provinzen im Nordosten und Osten vor bewaffneten Kämpfen. Zwischen Jahresbeginn und Anfang August waren laut Angaben von OCHA in Afghanistan mehr als 550.000 Menschen wegen Gefechten aus ihren Städten und Dörfern geflohen. Von jenen, die in den 20 Kriegsjahren aus Afghanistan flohen, halten sich fast 90 Prozent in Iran und Pakistan auf. Laut dem pakistanischen Premierminister Imran Khan lebten 2,7 Millionen afghanische Flüchtlinge in Pakistan.
Am 6. August 2021 nahmen die Taliban Sarandsch ein, die Provinzhauptstadt von Nimrus. Nach Angaben der Vize-Gouverneurin der Provinz, Roh Gul Chairsad, hatten die Taliban unter anderem die Kontrolle über den Gouverneurssitz sowie die Hauptquartiere der Polizei und der Gefängnisverwaltung übernommen. Ein Polizeisprecher sagte, es habe keine Verstärkung aus Kabul gegeben, weshalb man die Stadt nicht habe halten können. Die Stadt wurde offenbar kampflos übergeben. Sarandsch war die erste Provinzhauptstadt die 2021 von den Taliban eingenommen wurde. Am selben Tag gab das afghanische Innenministerium den Tod des Leiters des Medieninformationszentrums der Regierung, Daua Khan Menapal, durch einen Anschlag in einer Moschee bekannt. Bereits am 7. August 2021 nahmen die Taliban mit Scheberghan, der Hauptstadt von Dschuzdschan, eine weitere Provinzhauptstadt ein. Die Streitkräfte der Regierung und ihre Beamte hatten sich nach Angaben des Gouverneursamts zum Flughafen zurückgezogen. Am selben Tag forderte die Botschaft der Vereinigten Staaten in Kabul US-Bürger nachdrücklich auf, Afghanistan sofort zu verlassen. Angesichts der Sicherheitsbedingungen und des reduzierten Personals sei die Fähigkeit der Botschaft, US-Bürgern in Afghanistan zu helfen, selbst in Kabul äußerst begrenzt. Mittellosen Bürgern bot die Botschaft Rückführungsdarlehen an.
Am 8. August 2021 nahmen die Taliban mit Sar-i Pul eine weitere Provinzhauptstadt ein. Am selben Tag eroberten die Taliban die zuvor seit Wochen belagerten Provinzhauptstädte Kundus und Taloqan in nur zwei Tagen.
Anschließend eroberten die Taliban am 9. August 2021 die Provinzhauptstadt Aybak, am 10. August 2021 die Provinzhauptstädte Farah und Pol-e Chomri, am 11. August 2021 die Provinzhauptstadt Faizabad,
am 12. August 2021 neben der Provinzhauptstadt Ghazni auch Herat und Kandahar (zwei der drei größten Städte in Afghanistan), Qala-i-Naw
sowie am 13. August 2021 die Provinzhauptstädte Laschkar Gah, Qalat, Pul-i-Alam, Tarin Kut und Tschaghtscharan. Somit eroberten die Taliban binnen einer Woche mindestens 18 der 34 Provinzhauptstädte, denn noch am selben Tag fielen – beinahe kampflos – Asadabad und Sharan (Hauptstadt von Paktika).
Am 14. August nahmen die Taliban, auch beinahe kampflos, die viertgrößte afghanische Stadt Masar-e Scharif und Gardis ein. Mitte August verfügte der afghanische Staat unter Aschraf Ghani nach Einschätzung des US-Militärs noch über etwa 50.000 Sicherheitskräfte (Afghanische Nationalarmee und Afghanische Nationalpolizei).
Am 15. August wurde mit Dschalalabad die letzte Großstadt vor Kabul eingenommen. Zeitgleich wurden erste Taliban in allen Außenbezirken Kabuls gesichtet, ohne dass diese dort auf Widerstand stießen. Am selben Tag vollzog die USA die Evakuierung ihrer Botschaft in Kabul und der afghanische Präsident Ashraf Ghani floh aus dem Land. Die Führung der Taliban wies ihre Kämpfer in einer im Internet veröffentlichten Mitteilung an, nicht selbstständig in Kabul einzumarschieren, sondern zu warten, bis eine friedliche Regierungsübergabe durch Verhandlungsführer der Taliban gewährleistet ist.
Am gleichen Tag, dem 15. August, übernahmen die Taliban den Präsidentenpalast sowie verlassene Polizeidirektionen in Kabul und verkündeten, dass der Krieg beendet sei und sie bald das islamische Emirat ausrufen würden.
Am 19. August proklamierten die Taliban das Islamische Emirat Afghanistan.

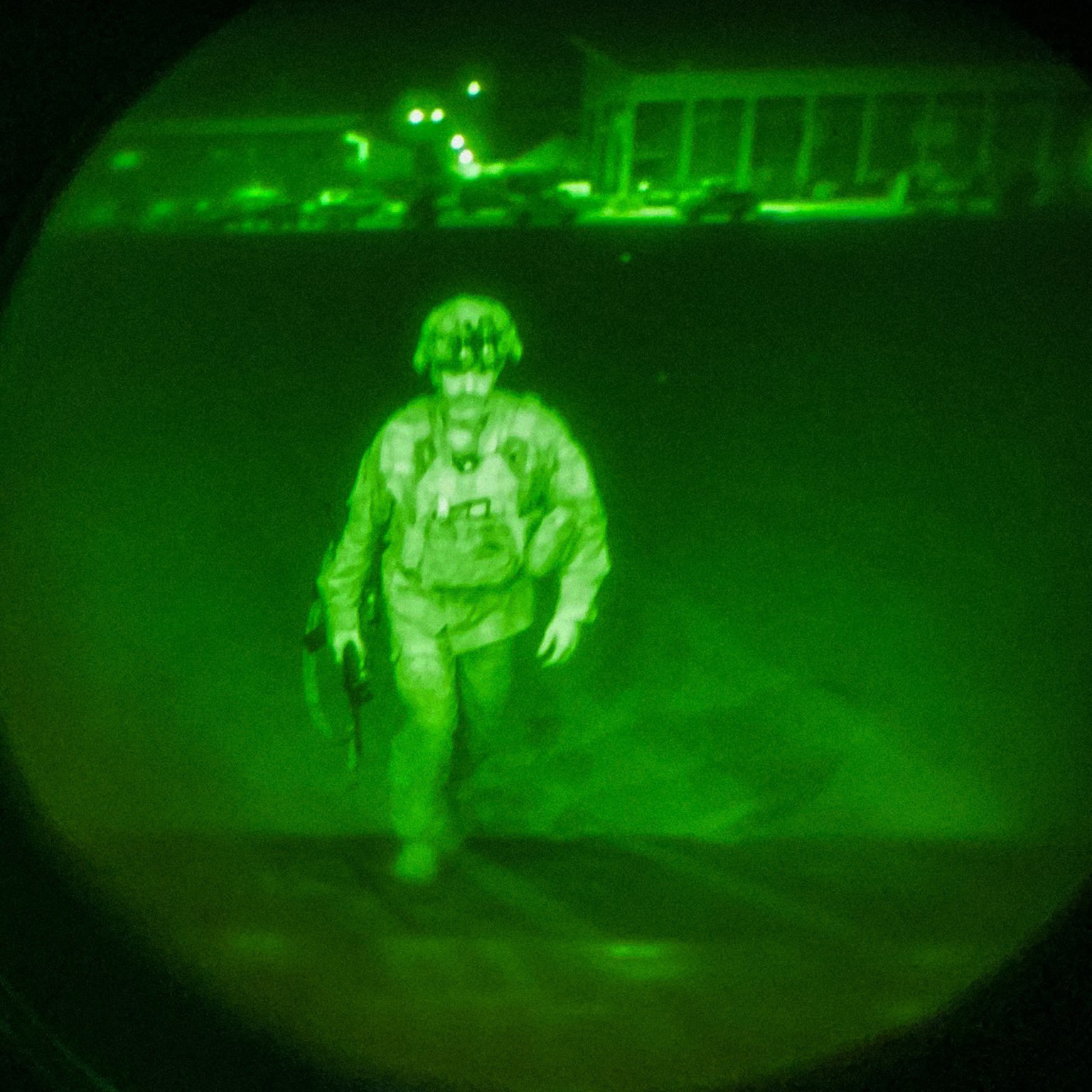
Generalmajor Christopher T. Donahue verlässt als letzter US-Soldat Afghanistan.

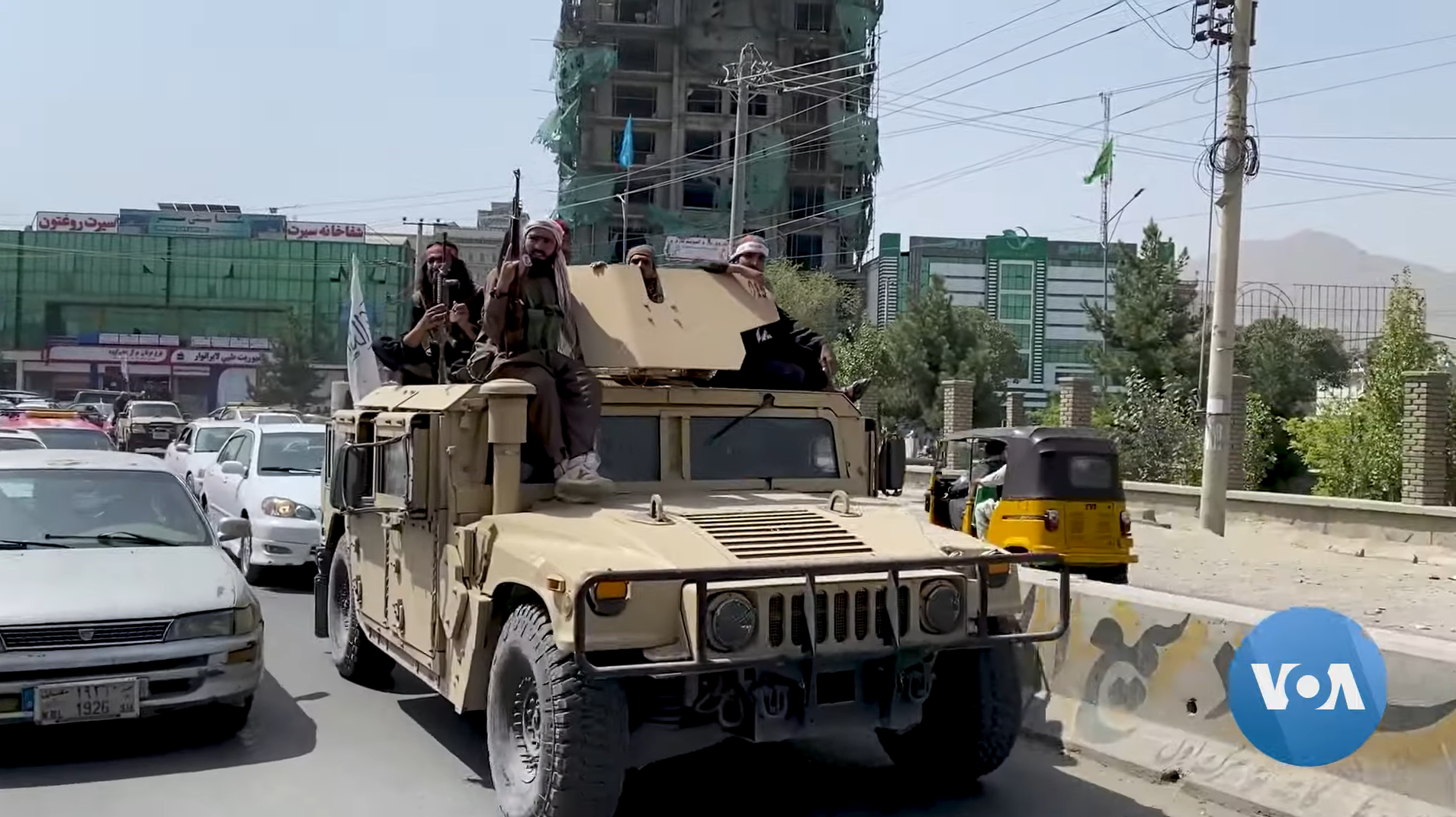
Taliban auf einem erbeuteten Humvee; die USA ließen nach Angaben des Pentagons militärische Ausrüstung im Wert von sieben Milliarden US-Dollar in Afghanistan zurück.

Hatte ein Sprecher des US-Verteidigungsministeriumsam noch Tage zuvor, am 12. August 2021, ankündigt, kurzfristig 3000 Soldaten an den Flughafen Kabul zu verlegen, ließen die USA bis zum 16. August weitere 2000 Soldaten dorthin verlegen. Diese wurden beordert, um die Sicherheit am Flughafen während der Evakuierung des US-Botschaftspersonals und früherer afghanischer Mitarbeiter der USA zu gewährleisten. Großbritannien kündigte den Einsatz von 600 britischen Spezialkräften an, um die Ausreise britischer Staatsbürger zu unterstützen. Die deutsche Bundesregierung plante, am 16. August ihre Botschaft und Staatsangehörige zu evakuieren. Russland plant dagegen nicht, seine Botschaft zu evakuieren. Es begann eine internationale Evakuierung, an der sich mindestens 19 Staaten mit eigenen Militärflugzeugen beteiligten und bis zum 26. August 2021 mehr als 100.000 Menschen vom Flughafen Kabul aus Afghanistan ausgeflogen wurden.
Während der Evakuierungsmission verübte der Islamische Staat Korasan einen Anschlag am 26. August 2021 am Flughafen Kabul, wodurch mindestens 79 Afghanen, 13 US-Soldaten und drei britische Staatsangehörige starben und mindestens 150 weitere Menschen verletzt wurden. Die internationale Evakuierung endete in der Nacht auf den 31. August 2021. Dies war gleichzeitig der Zeitpunkt, an dem die US-amerikanischen Streitkräfte ihre letzten Truppen in Afghanistan von eben dort abzogen hatten. Nach Einschätzung der Vereinten Nationen war al-Qaida bereits vor dem Abzug der internationalen Truppen in fast jeder zweiten afghanischen Provinz präsent.
Das Pandschschir-Tal war für einige Tage die einzige Region des Landes, die noch nicht unter der Kontrolle der Taliban stand. Das Tal liegt 150 Kilometer nordöstlich von Kabul und ist bekannt für den Widerstand während der Zeit der Besatzung durch die Sowjetunion (1980–1985) als auch unter der ersten Herrschaft der Taliban (1996–2001). Dort formierte sich der Pandschschir-Widerstand unter Führung von Ahmad Massoud. Der Vizepräsident (Amrullah Saleh) und der Verteidigungsminister (Bismillah Khan Mohammadi) der Islamischen Republik Afghanistan übten von dort ihre Ämter aus.
Mit dem überhasteten Abzug hatten die USA nach Angaben des Pentagons militärische Ausrüstung im Wert von sieben Milliarden US-Dollar in Afghanistan zurückgelassen.
Am 6. September 2021 nahmen die Taliban laut eigenen Angaben Pandschschir ein, was der afghanische Botschafter in Tadschikistan, Sahir Aghbar, jedoch umgehend bestritt. Es werde weiter gekämpft.

## Strategische Partnerschaftsabkommen

### Strategisches Partnerschaftsabkommen zwischen den Vereinigten Staaten und Afghanistan
Nach eineinhalbjährigen Verhandlungen einigten sich die Regierungen der Vereinigten Staaten und Afghanistans im April 2012 auf ein Rahmenabkommen, das die Zusammenarbeit beider Länder in den folgenden zehn Jahren regeln soll. Der afghanische Nationale Sicherheitsberater Rangin Dadfar Spanta und der amerikanische Botschafter in Kabul Ryan Crocker unterschrieben das Dokument am 22. April 2012. Details des Rahmenabkommens sind nicht bekannt, da der gesamte Vertrag nicht veröffentlicht wurde. Zudem sind im Rahmenabkommen strittige Details wie die Größe der amerikanischen Militärpräsenz oder die Höhe amerikanischer Finanzhilfe für Afghanistan für die Zeit nach 2014, wenn alle internationalen Kampftruppen das Land verlassen haben, nicht geregelt.
Das als „Enduring Strategic Partnership Agreement between the Islamic Republic of Afghanistan and the United States of America“ (deutsch: Dauerhaftes und strategisches Partnerschaftsabkommen zwischen der Islamischen Republik Afghanistan und den Vereinigten Staaten von Amerika) betitelte Abkommen wurde am 2. Mai 2012 zwischen dem US-Präsidenten Barack Obama und dem afghanischen Präsidenten Hamid Karzai in Kabul unterzeichnet. Es hat eine Laufzeit von 10 Jahren und gibt den Vereinigten Staaten die Möglichkeit, nach Abzug der internationalen Kampftruppen im Jahr 2014 US-Soldaten in Afghanistan zwecks Ausbildung afghanischer Sicherheitskräfte und zur Terrorismusbekämpfung einzusetzen. Weder die Höhe der amerikanischen Finanzhilfen noch die Höhe möglicher US-Truppen sind im Abkommen geregelt.
Vor der Unterzeichnung des strategischen Rahmenabkommens waren zwei bedeutende Hindernisse aus dem Weg geräumt worden, die als Voraussetzung für das Abkommen galten. Zum einen haben die Vereinigten Staaten und Afghanistan im März 2012 ein Abkommen über den schrittweisen Transfer der Kontrolle an Afghanistan über das Militärgefängnis Bagram und weiterer unter amerikanischer Kontrolle stehender Gefängnisse geschlossen. Zum anderen haben Afghanistan und die Vereinigten Staaten im April 2012 ein Abkommen geschlossen, wonach die Nachtrazzien der amerikanischen Spezialkräfte künftig durch afghanische Kräfte durchgeführt werden, amerikanischen Kräfte als Unterstützung bereitstehen und ein Gremium aus afghanischen und NATO- beziehungsweise US-Vertretern über nächtliche Einsätze entscheiden soll.

### Strategisches Partnerschaftsabkommen zwischen Deutschland und Afghanistan
Am 16. Mai 2012 unterzeichneten Bundeskanzlerin Angela Merkel und der afghanische Präsident Hamid Karzai in Berlin ein Partnerschaftsabkommen, das die Beziehungen beider Länder nach Abzug der internationalen Kampftruppen aus Afghanistan im Jahr 2014 regelt. Das Abkommen hat eine Laufzeit von fünf Jahren und verlängert sich jeweils um weitere fünf Jahre, wenn es nicht von einer Vertragspartei schriftlich gekündigt wird. Zudem ist vorgesehen, dass durch das Partnerschaftsabkommen begründete Projekte aufgrund weitverbreiteter Korruption in Afghanistan durch eine bilaterale Regierungsarbeitsgruppe überwacht werden sollen.
Politik, gute Regierungsführung, Zusammenarbeit bei der Sicherheit, Unterstützung der Polizei und Armee, Entwicklung, Kultur und Wissenschaft sind im Abkommen behandelte Themen. Engagement bei der Grund- und Berufsbildung, der Energieversorgung und im Wassersektor, Zusammenarbeit bei der Erhaltung und Pflege des kulturellen Erbes sowie der geschützten Kulturdenkmäler, Hilfe beim Aufbau des Justizwesens sowie der zivilen Luftfahrt sind weitere Bereiche, in denen Deutschland sich engagieren will.
Im Abkommen ist auch geregelt, dass beide Länder die Zusammenarbeit beim Polizeiaufbau fortsetzen und dass Deutschland einen angemessenen Beitrag zur Finanzierung der afghanischen Sicherheitskräfte leisten werde. Dieser Beitrag beläuft sich nach Bundeskanzlerin Merkel auf 150 Millionen Euro jährlich. Die Anzahl deutscher Soldaten und Polizisten nach 2014 wird im Abkommen jedoch nicht benannt. Zum Thema afghanische Sicherheitskräfte schreibt die Zeitung Die Welt: „In dem Abkommen festgeschrieben ist bereits die weitere Ausbildungshilfe Deutschlands für die Armee nach dem Abzug der deutschen Truppen Ende 2014. Dafür soll es bilaterale Jahresprogramme geben. Neben der Fortsetzung von sogenannten Mentoring-Programmen, was einen weiteren Verbleib von Soldaten nach dem Ende der ISAF-Mission bedeutete, war eine Ausbildung von hochrangigen afghanischen Soldaten in Einrichtungen der Bundeswehr vorgesehen. Zudem sollte der Aufbau der nationalen afghanischen Polizei fortgesetzt werden.“

## Militärische Strategien

### OEF/ISAF

Entwicklung der Anzahl stationierter ISAF-Soldaten

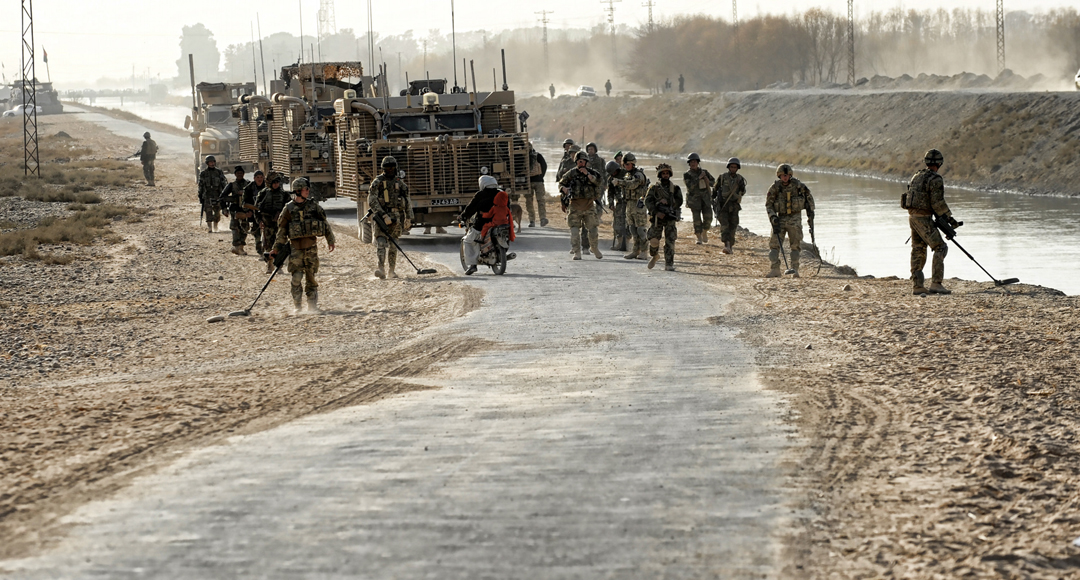
Suche nach Sprengfallen, Dezember 2010

Eine der frühen Strategien war der Aufbau von Provincial Reconstruction Teams, um so den Wiederaufbau der Infrastruktur in Afghanistan zu unterstützen und zu schützen. Der Ansatz wurde von den Truppenstellernationen unterschiedlich realisiert und er änderte sich in Abhängigkeit von der militärischen Situation vor Ort. So unterscheiden sich beispielsweise die Größe der Teams und ob der Schwerpunkt mehr auf dem militärischen oder dem zivilen Teil liegt.
Eine weitere Strategie heißt clear, hold and develop. Sie ist Teil des im Jahr 2006 neu erstellten Feldhandbuches der US-Army und wurde im Vietnamkrieg als clear and hold zum ersten Male in größerem Stil ausprobiert. Dabei wurden auch Schwächen dieser Strategie bekannt, beispielsweise fordert sie eine sehr hohe Anzahl an Truppen im Feld. In Afghanistan beinhaltete sie zusätzlich den Aufbau der Afghanischen Nationalarmee und der afghanischen Polizei, damit diese, nachdem die Aufständischen aus einem Gebiet vertrieben wurden, dort dauerhaft präsent sind. Damit die Nationalarmee schnell eingesetzt werden konnte, wurde sie im Einsatz von Truppen der OEF/ISAF weiter ausgebildet (partnering).
Zur Aufstandsbekämpfung wurden einige neue Techniken eingesetzt. Um Truppenbewegungen des Gegners aufzuklären, wurden verstärkt unbemannte Luftfahrzeuge verwendet. Zur Identifizierung des Gegners, wenn er sich unter Zivilisten versteckt, waren biometrische Datenbanken angelegt worden. Dass diese Datenbanken auch Zivilisten gefährden, zeigte der Chaos Computer Club 2022, nach Abzug der Truppen.
Der Afghanistan-Krieg wurde „von seinen Strategen als ‚Krieg gegen den Terror‘“ definiert. Instrument „gezielter Tötungen“ sind sogenannte „c-k-Listen (capture or kill), die auch vom BND erstellt werden.“ Zivile Opfer werden dabei von den Strategen der ISAF als „Kollateralschäden“ in einem Collateral Damage Estimate eingeplant. Gefunden wurden die Zielpersonen und mutmaßlichen Taliban-Führer unter anderem durch „anonyme Informanten“ Siehe auch: Luftangriff bei Kundus.
Zum Aufspüren und Räumen von Minen wurden zunehmend spezialisierte Fahrzeuge eingesetzt. Der Husky Mark 3 verfügt über ein Bodenradar und z. B. mit dem Buffalo, einem Minenräumfahrzeug, wurde anschließend der vermutete Ort der Sprengfalle mit einem fernsteuerbaren mechanischen Kranarm untersucht und anschließend ausgegraben.

#### Nachschub- und Versorgungslinien der westlichen Truppen
Da Afghanistan keine direkte Verbindung zum Meer hat, musste der Nachschub für die ISAF- und OEF-Einheiten über das Territorium benachbarter Staaten in das Land gebracht werden. Für Massengüter war Pakistan das wichtigste Transitland. Ausgehend von den Häfen in Karatschi führte eine wichtige Route über den Chaiber-Pass im Hindukusch nach Kabul, eine zweite Route verlief über Quetta zum Grenzort Chaman und weiter nach Kandahar. Im Norden gab es eine weitere Route nach Afghanistan. So konnte die NATO im Frühjahr 2010 zum ersten Mal Frachtcontainer über russisches Territorium transportieren, zuvor gab es eine ähnliche Vereinbarung bereits mit einzelnen NATO-Ländern. Im November 2010 wurde die Vereinbarung ausgeweitet auf den Transport von nicht bewaffneten gepanzerten Fahrzeugen. Mit dem Bau einer Bahnstrecke von Usbekistan nach Mazār-i Scharif war Anfang 2010 begonnen worden, die Bauarbeiten wurden zum Jahresende 2010 abgeschlossen.
Für den Lufttransport wurden häufig Basen auf der Arabischen Halbinsel benutzt. Seit Beginn des Krieges gab es ähnliche Basen auch in den Staaten nördlich von Afghanistan, etwa in Kirgistan in dessen Hauptstadt Bischkek am Flughafen Manas. Im usbekischen Termiz wurden vom Einsatzgeschwader Mazar-e Sharif für das deutsche und niederländische ISAF-Kontingent Lufttransporte abgewickelt. Mit dem Aufbau leistungsfähiger Flughäfen (Camp Bastion (ab 2006), Bagram Air Base, Kandahar Airport, Flughafen Kabul) wurden in Afghanistan direkt Ziele von außerhalb des Landes angeflogen.
Die Störung der Versorgungslinien war ein zunehmend bedeutenderes Ziel der Taliban. Ein wichtiges Mittel waren Sprengfallen.
Pakistan sperrte vom 26. November 2011 bis zum Juli 2012 sein Territorium für Transporte. Während dieser Zeit konnte die Route über Russland verstärkt genutzt werden.

#### Beitrag der Vereinigten Staaten
Die Vereinigten Staaten waren der wichtigste Truppensteller, der wichtigste Geldgeber und entscheidend für die Strategie im Kampf gegen die Gegner der afghanischen Regierung.
Anfang 2008 erhöhten die Vereinigten Staaten ihre Truppenstärke von 26.607 Soldaten auf 48.250 Soldaten. Des Weiteren gab es zwischen Dezember 2008 und Juni 2009 mehr als 60.000 für einen Militärdienstleister arbeitende Menschen in Afghanistan.
Im Oktober 2010 standen unter ISAF-Kommando über 130.000 Soldaten in Afghanistan, wobei die Vereinigten Staaten mit 90.000 Soldaten der wichtigste Truppensteller war. Die Zahl der ISAF-Truppen war deshalb angestiegen, weil die noch bis zum Frühjahr 2010 der Operation Enduring Freedom zugeordneten etwa 20.000 US-Soldaten nun dem ISAF-Kommando unterstellt sind. Damit verbleiben unter OEF-Kommando nur noch die US-Spezialeinheiten und die Soldaten zur Bewachung von Gefangenen.
Größere Operationen in den Jahren 2010 und 2011 gab es in den Provinzen Helmand und Kandahar, mit einem deutlichen Erfolg in Kandahar. Im Osten Afghanistans, wo ein großer Teil der Bevölkerung lebt, war dagegen bis 2011 davon noch nichts zu sehen.
Im Januar 2013 entschieden die Präsidenten Afghanistans (Hamid Karsai) und der USA (Barack Obama), dass die Übergabe der Verantwortung an Afghanistan im Frühjahr 2013 abgeschlossen werden soll. Anschließend soll die US-Rolle nur noch bestehen in: „Training, Beratung und Unterstützung von afghanischen Kräften“. Die im Januar noch in Afghanistan stationieren 66.000 US-Soldaten werden bis dahin weiter reduziert.

### Taliban

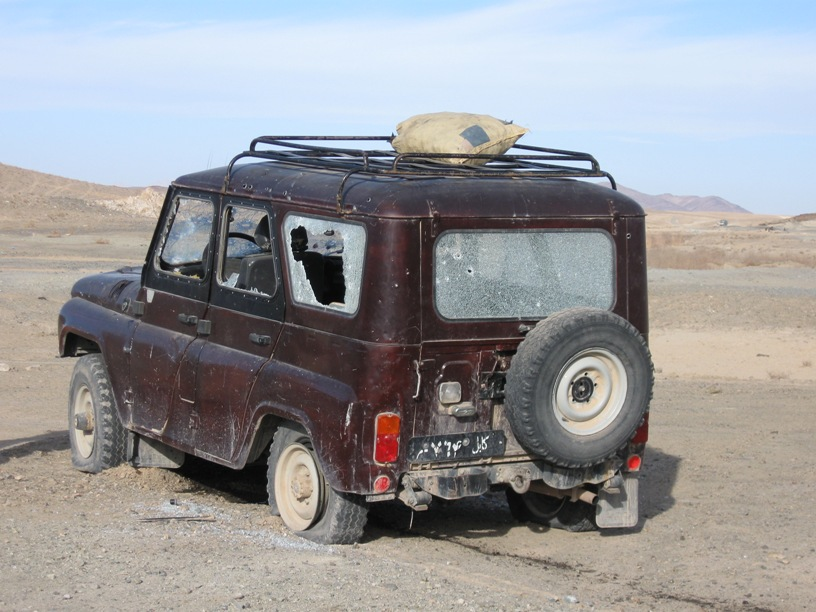
Gestoppter UAZ-469, der drei Bomben geladen hatte

Ein wesentliches Mittel in der Kampfführung war die Sprengfalle, um die technisch überlegenen Truppen der OEF/ISAF anzugreifen.
Nach Angaben von Ahmed Rashid wurden die Komponenten – Leiterplatte, Zünder, Sprengstoff und Gehäuse – für die improvisierten Sprengsätze (englisch improvised explosive devices (ied)) in Heimarbeit hinter der pakistanischen Grenze produziert und anschließend nach Afghanistan gebracht, dort zusammengesetzt und zur Anwendung gebracht.
Des Weiteren wurden Vertreter des afghanischen Staates, beispielsweise Polizisten (Afghanische Nationalpolizei), getötet. Es wurden auch Selbstmordanschläge verübt. Es gab allerdings auch größere Angriffe, etwa die kurzzeitige Eroberung eines Bezirks. In der Regel erreichten die Neo-Taliban allerdings nur die Dominanz in einzelnen Bezirken oder Provinzen, und durch sogenannte Schattengouverneure, parallel zu den offiziellen Gouverneuren, übten sie dann Einfluss auf die Bevölkerung aus.
Die Taliban setzten gezielt Propaganda ein. Sie versuchten drei Gruppen anzusprechen: Die internationale Öffentlichkeit, die arabische Welt und die afghanische Bevölkerung. Es gab Taliban-Sprecher, die per Satellitentelefon Medienanfragen beantworten, außerdem wurde Mundpropaganda und Flugblätter (night letters) in Afghanistan verbreitet. Andere Transportmittel für Propaganda waren Videos, Lieder und das Internet.
Als Gegenstrategie zum partnering verfolgten die Taliban die Strategie, die afghanischen Sicherheitsorganisationen zu unterwandern, um näher an die Soldaten der ISAF heranzukommen und erfolgreiche Attentate auszuführen. Damit sollte auch das Vertrauen zwischen den Partnern unterminiert werden.

### Afghanische Nationalarmee
Die Afghanische Nationalarmee konnte keine Hightech-Strategie und keine asymmetrische Kriegführung verfolgen. Es gab Defizite bei Taktik in der Kampfführung, Motivation und Disziplin. Da der Sold der Soldaten sehr gering war – er wurde später angehoben – wurden sie oft erfolgreich von den Neo-Taliban und anderen Aufständischen abgeworben.

## Länder mit Abzugsbeschluss
Nachdem Kanada schon 2008 mit dem Abzug der Truppen drohte, beschloss das Land schließlich 2010, den Einsatz 2011 zu beenden. In der Diskussion spielte die, gemessen an der Bevölkerungszahl Kanadas, unverhältnismäßig hohe Anzahl von Toten, die das Land zu beklagen hat, eine entscheidende Rolle.
In den Niederlanden brach nach ähnlichen Auseinandersetzungen die Regierung 2010 auseinander und es wurde ebenfalls der Abzug beschlossen. Die neue Regierung entschied aber ein halbes Jahr später, Deutschland in Kundus bei der Ausbildung von Polizisten zu helfen.
Die australische Ministerpräsidentin Julia Gillard teilte am 17. April 2012 mit, dass die Truppen ihres Landes bereits 2012 mit dem Abzug beginnen werden.
Der Abzug der französischen Truppen begann auf Anweisung von Präsident François Hollande im Juli 2012. Die letzten französischen Kampftruppen wurden am 21. November 2012 aus dem Land abgezogen.

## Friedensbemühungen
Die nationale afghanische Friedens-Dschirga im Juni 2010 änderte wenig an der Situation im Land; viele Taliban boykottierten diesen Rat. Möglicherweise wurde dort über Verhandlungen der afghanischen Regierung mit Gulbuddin Hekmatyār gesprochen. Eine Abspaltung seiner Partei Hizb-i Islāmī gab jedenfalls vor, seit Herbst 2009 mit Karsai verbündet zu sein, und stellte den Wirtschaftsminister 2010. Diese angeblichen Verbündeten Karsais haben jedoch in öffentlichen Stellungnahmen keinen Zweifel an ihrer Loyalität gegenüber Hekmatyār gelassen. Der Vorsitzende des auf Anregung der Friedens-Dschirga gegründeten Hohen Friedensrates Burhānuddin Rabbāni wurde am 20. September 2011 durch einen Selbstmordattentäter getötet.
Ein wichtiger Neo-Taliban-Führer namens Mansour, mit dem man anscheinend monatelang verhandelt hatte, stellte sich als Hochstapler  (Bogus-Mansour) heraus. Es sollen hohe Zahlungen an ihn erfolgt sein, damit er an Friedensverhandlungen teilnimmt. Zu einem Treffen mit Karzai im Präsidentenpalast in Kabul soll er mit einer NATO-Maschine geflogen worden sein.

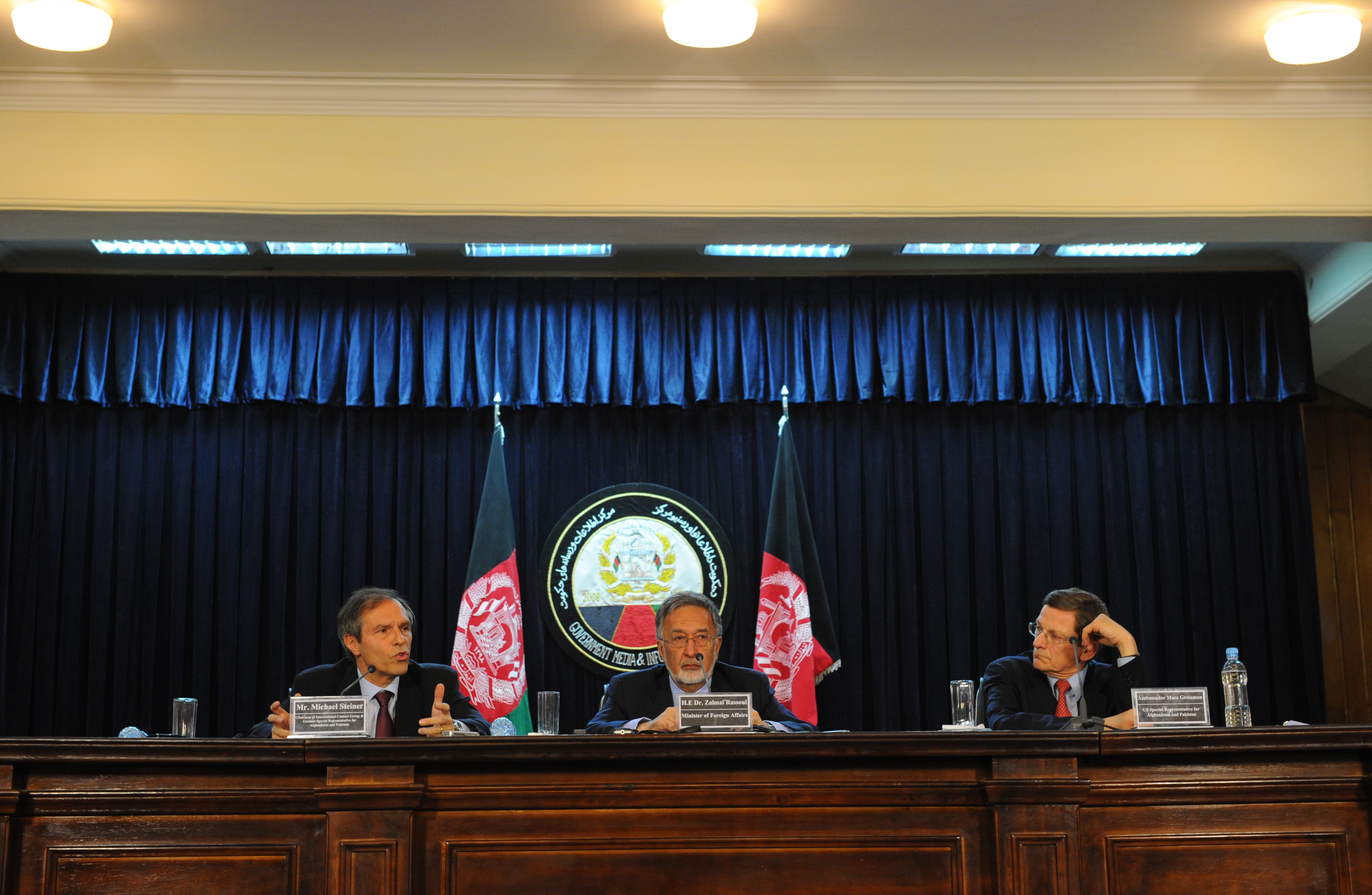
Michael Steiner (links) mit Zalmay Rassoul (Mitte) und Marc Grossman bei einer Pressekonferenz in Kabul im Juni 2011

Am 28. November 2010 fand im bayerischen Pullach das erste Treffen zwischen Vertretern der NATO und den Taliban seit zehn Jahren statt. In der vom Bundesnachrichtendienst bereitgestellten Örtlichkeit waren Michael Steiner, Sonderbeauftragter der deutschen Bundesregierung für Afghanistan und Pakistan, der Taliban-Sprecher Syed Tayyab Agha, Frank Ruggiero vom US-Außenministerium, Jeff Hayes vom Nationalen Sicherheitsrat der Vereinigten Staaten und ein Vertreter der katarischen Herrscherfamilie anwesend. Getarnt war das Treffen als Feier zum 61. Geburtstag Steiners.
Im Winter 2011 kündigten die Taliban an, in Katar eine „Auslandsvertretung“ einzurichten, um „in einen Dialog mit der internationalen Gemeinschaft zu treten“. Nach US-Angaben soll zehn Monate lang darüber zwischen den Taliban und US-Vertretern verhandelt worden sein, wobei man sich in Deutschland und Doha (Katar) etwa ein halbes Dutzend Mal traf. Tatsächlich aber dauerten die Gespräche mit Unterbrechungen bis in das Jahr 2019 an, ehe diese vorerst seitens der US-amerikanischen Regierung unter Donald Trump abgebrochen wurde, nachdem sich Mitglieder der Taliban nicht an eine vereinbarte Waffenruhe gehalten hatten. Bedingung für eine Wiederaufnahme der Friedensgespräche seien überzeugende Zugeständnisse seitens der Taliban, die diese glaubhaft einhalten könnten.
Im Februar 2016 begann ein von Russland initiierter multilateraler Friedensprozess, der 2018 an Dynamik gewann. Am 27. März 2018 trafen sich in der usbekischen Hauptstadt Taschkent politische Vertreter aller Nachbarstaaten Afghanistans sowie Indiens, Russlands und Saudi-Arabiens, der EU, der NATO und der USA zu Gesprächen. Die Regierung in Kabul war nicht eingeladen, die eingeladenen Taliban nicht erschienen.
Eine zweite, im August geplante Konferenz fand wegen der ablehnenden Haltung Kabuls und Washingtons nicht statt. Zu der auf den 9. November 2018 verlegten Zusammenkunft in Moskau schickte die afghanische Regierung erst gar keine eigene Delegation. Stattdessen nahmen Mitglieder des Hohen Friedensrates an der Veranstaltung teil. Dieses Gremium überwachte die Friedensbemühungen, vertrat aber nicht die Regierung. Seine Mitglieder wiederholten das Angebot von Präsident Aschraf Ghani zu Friedensgesprächen mit den Taliban ohne Vorbedingungen. Die angereisten Vertreter der Taliban erklärten aber, nicht mit der Regierung in Kabul verhandeln zu wollen. Sie seien zurzeit nur zu direkten Verhandlungen mit den USA selbst bereit. Von amerikanischer Seite nahm ein Vertreter der US-Botschaft in Moskau als Beobachter an der Konferenz teil.
Die Taliban hatten ihr Ziel erreicht, als im Februar 2019 die USA erstmals offizielle Gespräche mit Vertretern der Taliban in Doha aufnahmen. Kern der Verhandlungen war der unbeschadete Rückzug der US-Truppen. Beim Abschluss eines „Friedensabkommens“ (Doha-Abkommen) am 29. Februar 2020 wurden von den Taliban kaum mehr als allgemeine politische Zusicherungen für die Zeit nach ihrer Machtübernahme verlangt. Das Abkommen hat keinen völkerrechtlich bindenden Charakter, da keine bevollmächtigten Repräsentanten Afghanistans und seiner Regierung an der Verhandlung und Unterzeichnung beteiligt waren.
Eine am 22. Juni 2019 im pakistanischen Bhurban veranstaltete Friedenskonferenz, die den Namen „Lahore-Prozess“ erhielt, diente wahrscheinlich eher dem Ziel, die politischen Kontakte Pakistans zu möglichst vielen innerafghanischen Akteuren zu festigen. An der Konferenz nahmen die Chefs aller afghanischen politischen Parteien und die politischen Berater des Präsidenten teil, nicht aber die Taliban.

## Einfluss der Regionalmächte
Die regionalen Mächte Russland, Pakistan und Indien sind zwar militärisch nicht am Krieg beteiligt, aber ihr Einfluss ist durchaus groß. Pakistan ist seit jeher Rückzugs- und Rekrutierungsgebiet islamistischer Rebellen, die in Afghanistan aktiv sind. In Pakistan ist auch die Quetta Shura angesiedelt, die in Pakistan und Afghanistan aktive Führungsorganisation der Taliban. Angeführt wurde sie von Mohammed Omar, dem früheren De-facto-Staatschef des Islamischen Emirats Afghanistan. Ein Konflikt in Nordwest-Pakistan begann 2004, als die pakistanische Armee in Wasiristan, eine pakistanische Provinz an der Grenze zu Afghanistan, nach Al-Qaida-Mitgliedern suchte, die sich dort aufhalten sollten.
Nach Angaben von Michael G. Mullen, ranghöchster Soldat der US-Streitkräfte und kurz vor dem Ende seiner Amtszeit, handele das zu den Taliban gehörende Haqqani-Netzwerk als verlängerter Arm des pakistanischen Inter-Services Intelligence (militärischer Nachrichtendienst der Streitkräfte Pakistans) in Afghanistan.
Hamid Karzai schloss am 4. Oktober 2011 mit dem indischen Premierminister Manmohan Singh eine strategische Partnerschaft, unter anderem auch mit Blick auf den Abzug der westlichen Truppen bis 2014.

## Opfer

Kriegstote der Koalition nach Monat

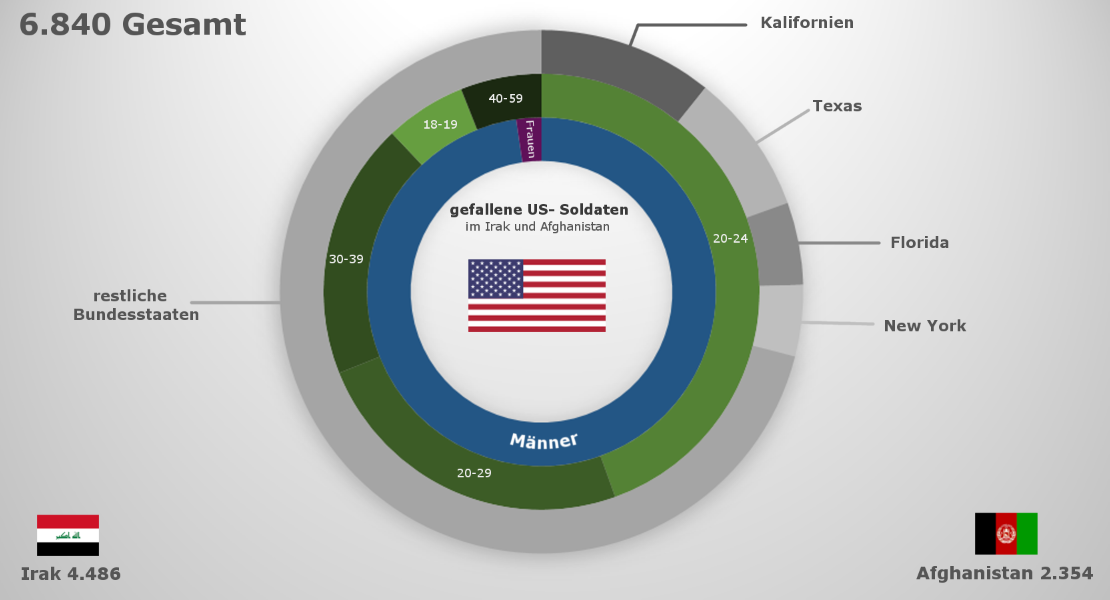
Gefallene US-Soldaten im Irak und Afghanistan nach Geschlecht, Alter und Herkunft (Stand 2016)

Es kamen rund 3.600 Koalitionssoldaten ums Leben, darunter 59 Soldaten der Bundeswehr und drei deutsche Polizisten. Die Vereinigten Staaten als größte Truppensteller haben mit etwa 68 % der insgesamt getöteten Soldaten der Koalition die höchsten Verluste zu verzeichnen. Die Anzahl gestorbener afghanischer Soldaten und Aufständischer ist unbekannt.
Offizielle Angaben zu zivilen Opfern liegen nur unvollständig vor, Schätzungen sind sehr unterschiedlich:
- Professor Marc Herold schätzte im Oktober 2003, dass 3100 bis 3600 Zivilisten bei US-Bombardierungen und Special forces attacks ums Leben kamen.[246]
- Laut Angaben von tagesschau.de haben Ende Juli 2008 einhundert afghanische und internationale Hilfsorganisationen des Dachverbandes ACBAR in Kabul erklärt, dass bis zu diesem Zeitpunkt im Jahr 2008 bereits 2500 Menschen ums Leben gekommen seien, darunter 1000 Zivilisten, und dass für zwei Drittel der Opfer Aufständische verantwortlich seien.[247]
- Die bisher mit Abstand größte Zahl von Opfern durch einen Einsatz der ISAF war Folge einer Bombardierung durch US-Flugzeuge am 4. September 2009, die von Deutschen angefordert worden war. Nach NATO-Einschätzung wurden dabei bis zu 142 Menschen, darunter auch Kinder, getötet oder verletzt. Die Rechtmäßigkeit dieses Einsatzes war in der ISAF und in Deutschland umstritten.
- In den von der Website WikiLeaks im Juli 2010 veröffentlichten Berichten des Afghan War Diary aus den Jahren 2004 bis 2009 wurden 24.155 Tote im Zusammenhang mit dem Krieg numerisch erfasst.[248]
- Im Jahr 2010 wurden laut einem von den Vereinten Nationen und der Afghanischen Menschenrechtskommission (AIHRC) herausgegebenen Jahresbericht 2777 afghanische Zivilisten getötet, rund 15 Prozent mehr als 2009.[249]

Für 2011 berechnete die Unterstützungsmission der Vereinten Nationen in Afghanistan (UNAMA) 3021 zivile Opfer. 77 Prozent waren Opfer der Aufständischen und 14 Prozent starben bei Operationen der NATO und der afghanischen Armee. Bei 8 Prozent war keine Zuordnung möglich. 967 Zivilisten kamen durch sogenannte unkonventionelle Spreng- oder Brandvorrichtungen (USBV) ums Leben, 450 bei Selbstmordanschlägen, 187 bei Luftangriffen und 63 bei nächtlichen Angriffen. Seitdem haben sich die Opferzahlen merklich erhöht (2009: 5.969, 2010: 7.162, 2011: 7.842, 2012: 7.590, 2013: 8.638, 2014: 10.535, 2015: 11.034). Für das Jahr 2016 gibt die UNAMA die Zahl der zivilen Opfer mit 11.418 an (3.498 Todesopfer, 7.920 Verletzte). Bei den US-Streitkräften, dem mit Abstand größten Truppensteller in Afghanistan, gab es bis einschließlich September 2012 eine Verwundetenzahl von 17.674 Soldaten. Davon waren 12.309 Verwundete Angehörige der US Army, 4630 Angehörige der Marines, 396 solche der Air Force und 339 solche der Navy.
Nach dem Jahr 2010 ging die Anzahl der gefallenen Koalitionssoldaten bis zum Jahr 2014 stetig zurück und lag in jenem Jahr nur noch bei 66, nach 161 Toten im Jahr 2013, und noch 711 im Jahr 2010. Nach einem Quartalsbericht des Special Inspector General for Afghanistan Reconstruction (SIGAR) der US-Regierung für den US-Kongress sind im Krieg in Afghanistan allein von Januar bis zum 28. August 2016 insgesamt 5.523 afghanische Soldaten getötet und 9.665 Soldaten verwundet worden. Zudem kontrolliert der Staat nur 258 von 407 Bezirken. 33 Bezirke stehen unter aufständischer Kontrolle oder Einfluss und 116 Bezirke sind umkämpft.
Pakistan verlor in diesem Konflikt laut Aussage des pakistanischen Premiers Imran Khan bis zum Ende des Jahres 2020 insgesamt 70.000 Staatsangehörige. Die pakistanischen Stammesgebiete, die an Afghanistan grenzen, wurden seiner Aussage nach verwüstet und die Hälfte der Menschen in diesen Gebieten, etwa 1,5 Millionen Pakistani, mussten flüchten.
Ein Großteil der zivilen Opfer wurde von Anschlägen der Taliban und der Miliz Gulbuddin Hekmatyārs verursacht. Seit 2003 führten die Taliban Krieg gegen die Islamische Republik Afghanistan sowie die internationalen Truppen der ISAF in Afghanistan. Dabei richten sie sich in Anschlägen gezielt gegen die afghanische Zivilbevölkerung. Im Jahr 2009 waren sie laut Angaben der Vereinten Nationen für über 76 Prozent der Opfer unter afghanischen Zivilisten verantwortlich. Die AIHRC nannte die gezielten Anschläge der Taliban gegen die Zivilbevölkerung ein „Kriegsverbrechen“. Religiöse Führer verurteilten die Anschläge der Taliban als Verstoß gegen die islamische Ethik.
Insgesamt tötete der Krieg schätzungsweise 176.000 Menschen, darunter 46.319 Zivilisten. In den Jahren nach der Invasion von 2001 kehrten mehr als 5,7 Millionen Flüchtlinge nach Afghanistan zurück, aber als die Taliban 2021 an die Macht zurückkehrten, waren immer noch 2,6 Millionen Afghanen Flüchtlinge und weitere 4 Millionen Binnenvertriebene.

## Monetäre Kosten des Krieges
Nach Angaben des US-Verteidigungsministeriums beliefen sich die Gesamtkosten für die USA zwischen 2001 und Ende Dezember 2019 auf 776,1 Mrd. US$. Darin enthalten sind Kosten für die Rekonstruktion von 137,9 Mrd. US$, wovon der größte Anteil mit um die 89 Mrd. US$ der Wiederaufbau der afghanischen Sicherheitskräfte darstellt. Eine Studie der Brown University veranschlagt wiederum Gesamtkosten für das Verteidigungs- und Kriegsveteranenministerium von 2001 bis Ende September 2019 auf 975 Mrd. US$. Die Universität schätzt auch, dass ohne die Ausgaben für die Kriege in Afghanistan, Pakistan und im Irak etwa 1,4 Millionen zusätzliche Arbeitsplätze hätten geschaffen werden können.
Der deutsche Anteil beträgt etwa ein Hundertstel des amerikanischen Beitrags: „Die offiziellen Kosten für die Bundeswehrmission in Afghanistan wurden bei jeder der 13 Mandatierungen durch den Bundestag seit 2001 festgeschrieben. Im ersten Jahr waren es 436 Millionen Euro, inzwischen hat sich diese Summe mehr als verdoppelt: Im Mandatstext von Januar 2011 wurde erstmals etwas mehr als eine Milliarde Euro veranschlagt.“ Darin enthalten sind Kosten für Personal, Infrastruktur und Material. Das Deutsche Institut für Wirtschaftsforschung (DIW) rechnet darüber hinaus auch Kosten durch Tod oder Verwundung von Soldaten sowie die Investitionen von Entwicklungsministerium und Auswärtigem Amt zu den gesellschaftlichen Gesamtkosten und kommt so auf eine Summe von 17 Milliarden Euro über zehn Jahre. Jedes weitere Jahr koste nach Rechnung des DIW dreimal mehr als die offiziell veranschlagte 1 Milliarde Euro pro Jahr. Nach Angaben der Tagesschau beliefen sich die Gesamtkosten für Deutschland von 2001 bis 2021 auf ca. 12,5 Milliarden Euro wobei der Journalist Michael Lüders die Kosten aber eher auf 59 Milliarden Euro schätzt.
Die Kosten für die Taliban können aus ihren vermuteten Einnahmen errechnet werden. Im März 2010 veröffentlichte die US-Drogenbekämpfungsbehörde, dass die Neo-Taliban Hunderte von Millionen US-Dollar mit Drogen verdienen würden.

“The Taliban taxes opium poppy farmers, brokers, and laboratories that process opium into heroin, as well as traffickers passing through Taliban-controlled areas. They also collect donations from drug traffickers and sell drugs themselves to finance arms and munitions for their continued fight against U.S.-led forces in Afghanistan.”

„Die Taliban besteuern Opiumfarmer, Opiumhändler und Laboratorien, in denen Opium zu Heroin verarbeitet wird, sowie Händler, die durch von Taliban kontrollierten Gebieten reisen. Außerdem sammeln sie Spenden von Drogenhändlern und verkaufen selbst Drogen, um Waffen und Munition für ihren anhaltenden Kampf gegen die US-geführten Truppen in Afghanistan finanzieren zu können.“

## Fortschritte durch Entwicklungshilfe während des Krieges
Laut einer Regierungserklärung von Angela Merkel vom 25. August 2021 gab es in der Zeit des Krieges auch Fortschritte in Afghanistan. So habe sich die Kindersterblichkeit in Afghanistan seit Beginn des Krieges halbiert. Hätten weniger als 20 % der Bevölkerung im Jahr 2011 Zugang zu Strom, seien es im Jahr 2021 über 90 %. Die Trinkwasserversorgung der Bevölkerung konnte laut Aussage von Merkel von weniger als 20 % im Jahr 2011 auf knapp 70 % im Jahr 2021 angehoben werden. Der Angabe von Merkel zu dem Zugang zu Strom widersprachen anderen Angaben, wonach im Jahr 2021 nicht 90 % der Bevölkerung Zugang zu Strom haben, sondern lediglich 35 % der Haushalte.
Das am Anfang des Kriegs ausgegebene Ziel der Durchsetzung des Rechts auf Bildung für alle Mädchen konnte jedoch laut Human Rights Watch bis 2017 nicht annähernd erreichten werden. So erhielten schätzungsweise zwei Drittel aller afghanischen Mädchen keine Schulbildung.

## Sonstiges
Am 25. Juli 2010 veröffentlichten Zeitungen aus den USA und Großbritannien sowie ein deutsches Wochenmagazin in Absprache das Afghan War Diary mit Auszügen aus mehr als 91.000 teilweise geheimen Berichten, die das US-Militär über die Zeit von Januar 2004 bis Dezember 2009 eingeholt oder verfasst und WikiLeaks zur Verfügung gestellt hatte. Dadurch wurde der Öffentlichkeit detailliert bekannt, dass sich die Situation der ISAF-Kräfte in dieser Zeit deutlich verschlechtert hat und dass möglicherweise das Nachbarland Pakistan in geheimen Operationen zu Ungunsten der ISAF Einfluss nahm.
Im Afghanistankrieg haben Aufständische immer wieder Sanitäter der Bundeswehr beschossen, obwohl es gegen die Genfer Konventionen verstößt, auf Personen und Fahrzeuge mit Schutzzeichen zu schießen. Die Bundeswehr war daher dazu übergegangen, die Schutzzeichen von Sanitätsfahrzeugen zu entfernen.
Unter Berufung auf geheime britische Militärreports berichtete die BBC, dass eine Untergruppe der britischen Spezialeinheit SAS innerhalb von sechs Monaten in den Jahren 2010 und 2011 Kriegsverbrechen in Afghanistan beging. Die Soldaten sollen insgesamt 54 Unbewaffnete und Festgenommene getötet haben. Australische Spezialeinheiten ermordeten jenseits von Gefechten 39 Zivilisten und Gefangene, belegt der Brereton-Report, 2024 wurden den Beteiligten nachträglich Verdienstmedaillen aberkannt.

## Dokumentarfilme
- Restrepo, USA 2010, Regie: Tim Hetherington und Sebastian Junger
- Afghanistan, le prix de la vengeance, Frankreich 2012, Regie: Alberto Marquardt
- Mayte Carrasco, Marcel Mettelsiefen: Afghanistan. Das verwundete Land. ARTE, LOOKSfilm, 2020.
- Retrograde, USA 2022, Regie: Matthew Heineman